# Khu nông nghiệp công nghệ cao Thành phố Hồ Chí Minh
Khu Nông nghiệp công nghệ cao Thành phố Hồ Chí Minh (tên giao dịch tiếng Anh: Agricultural Hi-tech Park of Ho Chi Minh City (AHTP)) là khu nông nghiệp công nghệ cao đầu tiên của Việt Nam với diện tích 88,17 ha tọa lạc tại Củ Chi có kinh phí đầu tư từ ngân sách nhà nước. Khu này đã thu hút nhiều dự án đầu tư trong sản xuất nông nghiệp ứng dụng công nghệ cao thuộc các lĩnh vực như sản xuất giống cây trồng gồm sản xuất hoa lan, cây kiểng và hoa các loại, sản xuất rau sạch, sản xuất nấm, cây dược liệu, sản xuất giống cá cảnh như cá dĩa và cá chép Koi và sản xuất các chế phẩm sinh học phục vụ nông nghiệp.

## Tổng quan
Khu Nông nghiệp Công nghệ cao được chính thức đi vào hoạt động vào tháng 04/2010 tại xã Phạm Văn Cội, huyện Củ Chi, nằm trên tuyến đường đi địa đạo Củ Chi và cách trung tâm thành phố Hồ Chí Minh 44 km về phía Tây Bắc, thuận tiện Giao thông đi các tỉnh. Khu Nông nghiệp Công nghệ cao được xây dựng theo Quyết định số 3534/QĐ-UB ngày 14 tháng 07 năm 2004 của Ủy ban Nhân dân TP. Hồ Chí Minh có diện tích 88,17 ha với tổng kinh phí đầu tư 152 tỷ đồng từ ngân sách nhà nước
Khu này được đầu tư xây dựng cơ sở hạ tầng thiết yếu, các công trình phục vụ quản lý hoạt động, bao gồm các công trình như giao thông, thoát nước, cấp điện, cấp nước, xử lý nước thải, văn phòng làm việc, phòng thí nghiệm, hệ thống nhà kính, nhà lưới, nhà kho, nhà học tập và chuyển giao công nghệ, hệ thống viễn thông, …. Hiện có 14 nhà đầu tư đăng ký hoạt động, cùng với 4 trung tâm trực thuộc Ban quản lý là: 
- Trung tâm Ươm tạo Doanh nghiệp Nông nghiệp Công nghệ cao
- Trung tâm Nghiên cứu và Phát triển Nông nghiệp Công nghệ cao
- Trung tâm Khai thác Hạ tầng
- Trung tâm Dạy nghề Nông nghiệp Công nghệ cao.

## Hoạt động

### Công nghệ

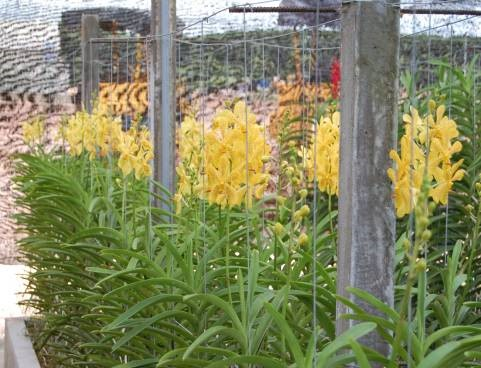
Mô hình trồng hoa lan Mokara tại Khu Nông nghiệp Công nghệ cao TP. Hồ Chí Minh tháng 02/2014

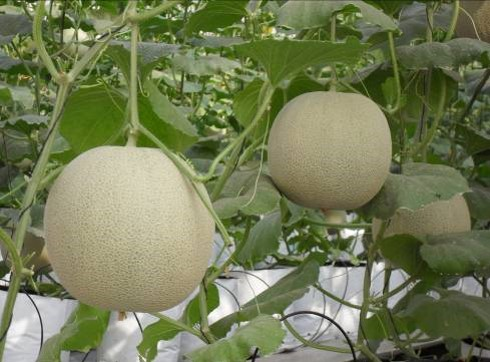
Dưa lưới trồng trong nhà màng

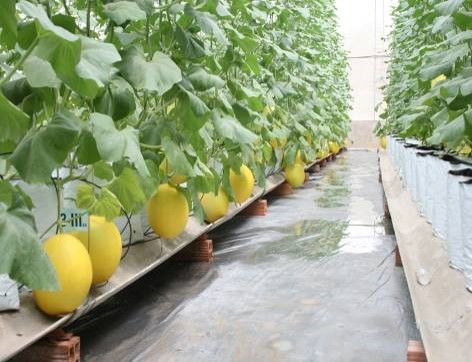
Mô hình dưa hoàng kim trong nhà màng tại Khu Nông nghiệp Công nghệ cao TP. Hồ Chí Minh năm 2014

Nghiên cứu ứng dụng và chuyển giao công nghệ, nhân giống và cung cấp cây giống, con giống chất lượng cao: Tính trong năm 2015, Khu Nông nghiệp Công nghệ cao đã cung cấp:
- 278.452 cây lan giống cấy mô/ hậu cấy mô các loại Mokara, Dendrobium, 3000 cây hoa nền và 80.000 cây gieo ươm chuyển giao cho các hộ nông dân thuộc các huyện ngoại thành như Củ Chi, Bình Chánh, Hóc Môn...;
- 4,5 tấn hạt giống F1 chất lượng cao: ớt, khổ qua, cà tím, dưa leo, bí đỏ, bầu bí và 45.000 hạt giống dưa lưới;
- 95 tấn thành phẩm dưa lưới, 1000 tấn sản phẩm thanh long, chuối, dứa, bầu, bí đao, dưa leo, trái dừa tươi, 600.000 bịch phôi nấm các loại, 30.000 bịch meo giống nấm, 1000 lọ nấm kiểng.
- 27.500 con cá đĩa, cá chép Nhật, cá thiên đường, cá heo xanh.[3]

Chuyển giao công nghệ như:
- Các quy trình sản xuất nông nghiệp ứng dụng công nghệ cao và 07 loại mô hình trình diễn (dưa lưới, hoa lan, cây ăn trái, hoa kiểng đô thị, nấm linh chi, cà chua bi, ớt chuông). Các mô hình này bước đầu cho sản phẩm đạt năng suất, giá trị kinh tế cao và theo tiêu chuẩn VietGAP.
- Chuyển giao kỹ thuật cấy mô invitro cây lan Hồ điệp, kỹ thuật trồng và chăm sóc dưa lưới cho cá nhân tổ chức trên địa bàn thành phố Hồ Chí Minh và các tỉnh lân cận.
- Chuyển giao 4 quy trình sản xuất nông nghiệp theo hướng Công nghệ cao trong nhà màng

Khảo nghiệm giống: Trong năm 2014 đã có 
- 49 giống lan các loại
- 34 giống dưa lưới
- 19 giống dưa lê
- 02 giống cỏ ngọt
- 02 giống rau húng quế
- 02 giống dưa hấu; 10 giống ớt sừng
- 06 giống cá dĩa, cá chép Nhật.
- 10 giống lan Dendrobium (nguồn gốc Thái Lan),
- 16 giống cà chua bi
- 10 giống ớt ngọt
- 04 giống rau húng quế nguồn gốc Việt Nam.
- Theo dõi sinh trưởng phát triển của 06 giống gồm cà chua (Nhật Bản)
- 29 giống hoa lan (Hồ Điệp - Đài Loan, Dendrobium - Thái Lan)
- 02 giống sâm bố chính (Việt Nam)
- 01 giống giảo cổ lam (Việt Nam)
- 01 giống dưa lưới (Nhật Bản) thích hợp trồng trong điều kiện nhà màng tại thành phố Hồ Chí Minh cho ra nhiều giống rau, hoa, dược liệu chất lượng cao, phù hợp với điều kiện thành phố và thị hiếu của người tiêu dùng.[4]

### Nghiên cứu
Đến năm 2014, Khu Nông nghiệp Công nghệ cao TP. Hồ Chí Minh đã tiến hành nghiên cứu ứng dụng 15 đề tài cấp tỉnh/thành phố, tập trung vào các đối tượng như hoa lan (sưu tập, bảo tồn giống lan rừng, bảo quản lan), rau (rau ăn quả, rau ăn lá) và 124 đề tài nghiên cứu thường xuyên về giá thể, phương pháp nhân nhanh, cường độ chiếu sáng, giám định bệnh, công nghệ sau thu hoạch đối với các loại hoa lan (Mokara, Dendrobium, Hồ điệp); nghiên cứu chuyển gen, mật độ trồng, lượng nước tưới, sâu bệnh hại đối với một số loại rau ăn quả như cà chua, dưa lê, dưa leo, ớt; nghiên cứu kỹ thuật sinh sản, thức ăn, môi trường nước để nuôi trồng các loại cá kiểng như cá đĩa, cá bảy màu; nghiên cứu sản xuất chế phẩm vi sinh từ vi khuẩn đối kháng phục vụ cho lĩnh vực nông nghiệp công nghệ cao, thân thiện với môi trường và an toàn cho người tiêu dùng. 

### Ươm tạo
Ươm tạo doanh nghiệp: tư vấn cho 26 doanh nghiệp, cá nhân quan tâm đến chương trình ươm tạo doanh nghiệp thuộc các lĩnh vực. Năm 2015 có 16 doanh nghiệp đang tham gia chương trình ươm tạo như công ty TNHH Thương mại Vuông Tròn, công ty CP Công nghệ sinh học Nấm Việt, công ty TNHH Cội nguồn thực phẩm Việt Nam, công ty TNHH Vina Invitro và công ty TNHH Vườn May A...., trong đó có 02 doanh nghiệp đang ở giai đoạn tiền ươm tạo, 8 doanh nghiệp đang ở giai đoạn ươm tạo chính thức và 06 doanh nghiệp đang giai đoạn hậu ươm tạo. Các lĩnh vực ươm tạo chủ yếu phân hữu cơ sinh học, nuôi trồng - chế biến nấm ăn và nấm dược liệu,chế phẩm sinh học phục vụ nông nghiệp, sản xuất rau sạch,... Tổ chức và triển khai các hoạt động tư vấn, hỗ trợ các doanh nghiệp ươm tạo như hướng dẫn chuyên môn, hoàn thiện kế hoạch kinh doanh, hoàn thiện quy trình công nghệ, dịch vụ hỗ trợ kinh doanh thiết yếu, hỗ trợ tài chính, tạo lập mạng lưới kinh doanh trong một môi trường thuận lợi...
Ươm tạo công nghệ: triển khai 03 dự án cấp cơ sở (dự án vi nhân giống cây Xáo tam phân (Paramignya trimera (Oliv.) Burkill), dự án sản xuất chế phẩm vi sinh phòng trừ một số nấm bệnh hại cây trồng từ vi khuẩn Pseudomonas sp và Azospirillium sp kết hợp với hợp chất silic, dự án sản xuất cao nấm men giàu lipid từ nấm men Lipomyces starkeyi chọn lọc qua đột biến ngẫu nhiên) phát triển vùng nguyên liệu dược liệu quý tại khu vực phía Nam để kêu gọi tổ chức, cá nhân tham gia đầu tư vào chương trình ươm tạo doanh nghiệp; sau khi hoàn thành dự án sẽ đưa sản phẩm, công nghệ giới thiệu ra các hội chợ, hội nghị, hội thảo cũng như chuyển giao cho các doanh nghiệp đang tham gia.

### Du lịch

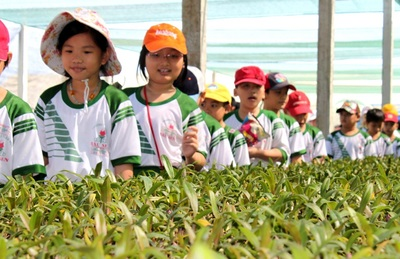
Đoàn học sinh đến tham quan Khu trồng lan thực nghiệm

Từ năm 2011 đến hết năm 2013, Khu NNCNC đã tiếp đón 210 đoàn khách trong nước thuộc các Sở, Ban, Ngành, ủy ban nhân dân, các Hiệp hội; 50 đoàn khách quốc tế đến từ các nước Mỹ, Nhật, Đức, Anh, Hà Lan, Indonesia, Israel,....Trung bình có khoảng 10.000 người đến tham quan, làm việc, học tập tại khu NNCNC, trong đó, 80% là học sinh, sinh viên của thành phố và các tỉnh.

## Tổ chức
Năm 2014, đội ngũ nhân lực của Ban quản lý Khu Nông nghiệp Công nghệ cao TP. Hồ Chí Minh là 225 người với 03 tiến sĩ, 24 thạc sĩ và trên 100 kỹ sư/ cử nhân thuộc các chuyên ngành kinh tể, sinh học, công nghệ sinh học, nông nghiệp,... Hoạt động của nhà đầu tư cũng quy tụ 10 tiến sĩ, 22 thạc sĩ chuyên ngành và tạo việc làm thường xuyên cho trên 600 lao động địa phương và các tỉnh trong nước.
Các đơn vị trực thuộc gồm:
- Trung tâm Ươm tạo Doanh nghiệp Nông nghiệp Công nghệ cao
- Trung tâm Nghiên cứu và Phát triển Nông nghiệp Công nghệ cao
- Trung tâm Khai thác Hạ tầng
- Trung tâm Dạy nghề Nông nghiệp Công nghệ cao[5]

## Hình ảnh

### Hoa lan

Hoa
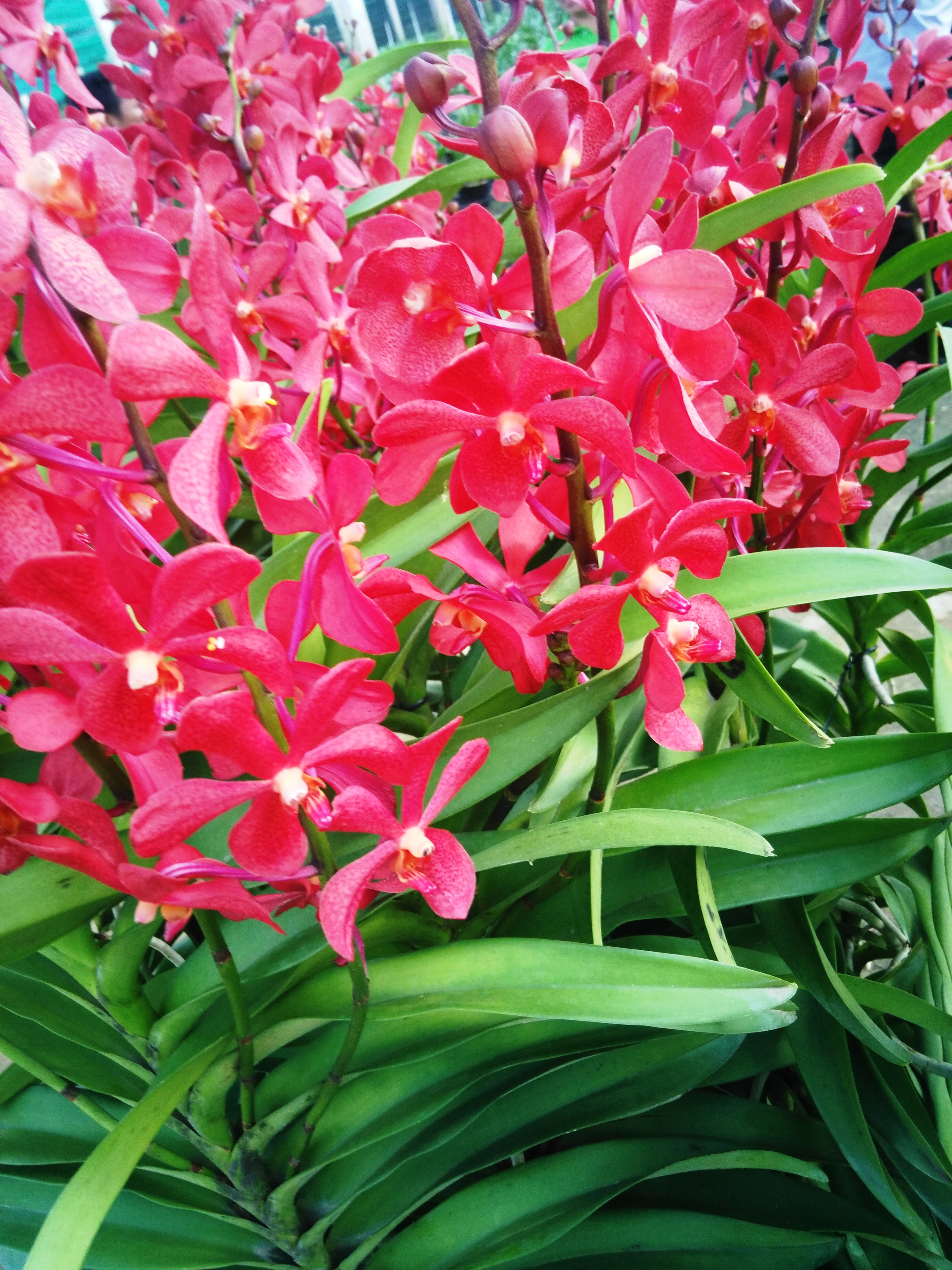
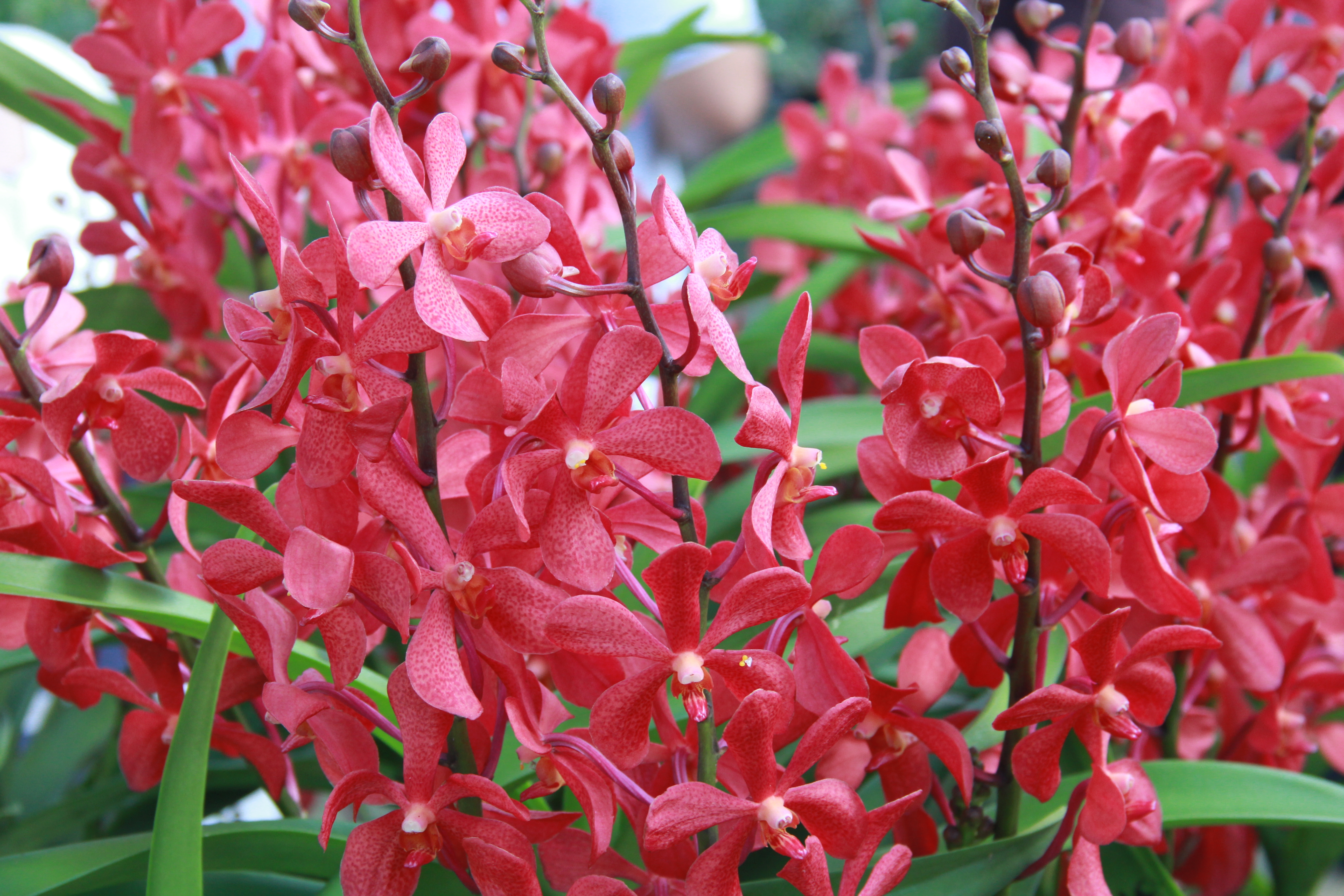
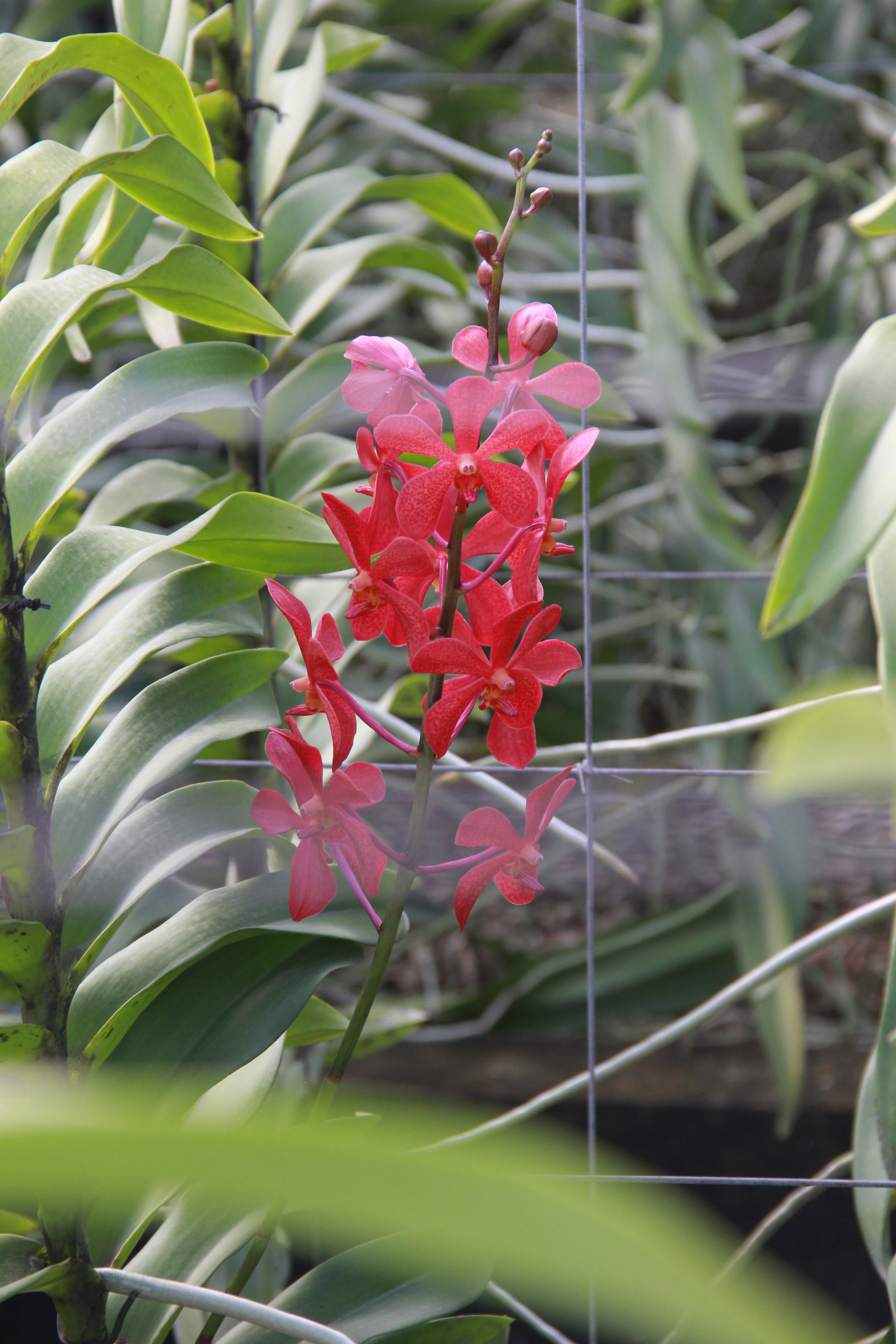
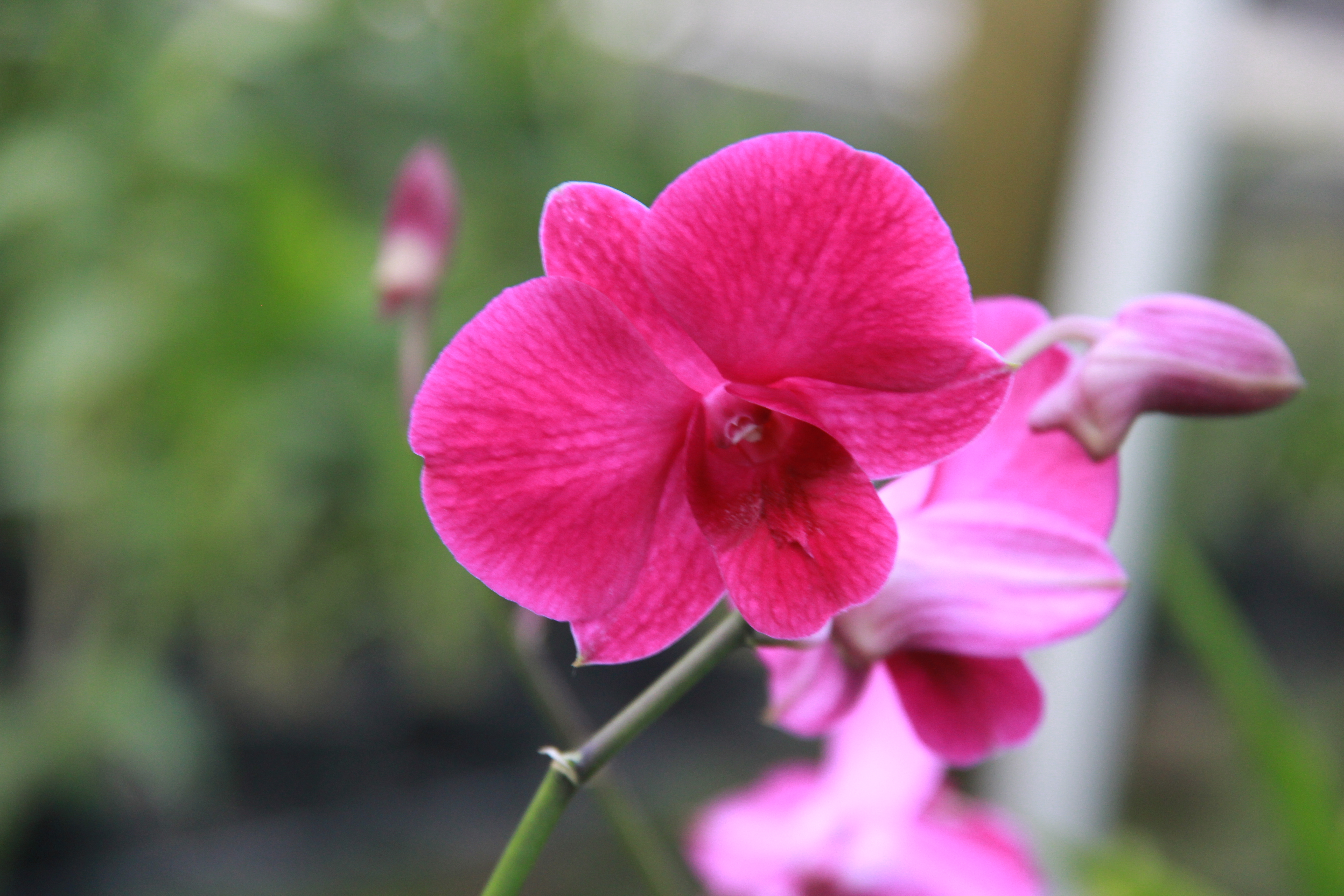
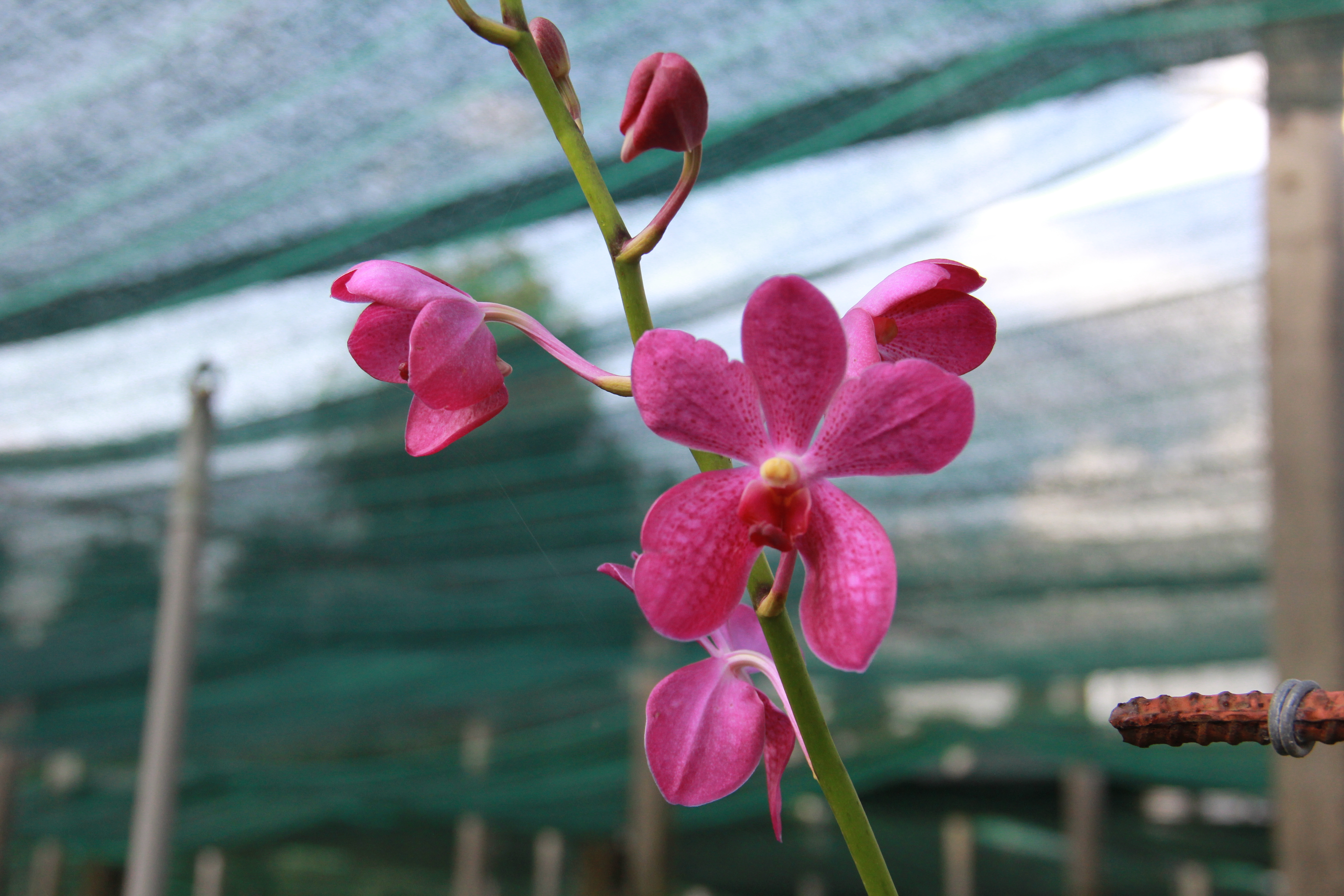
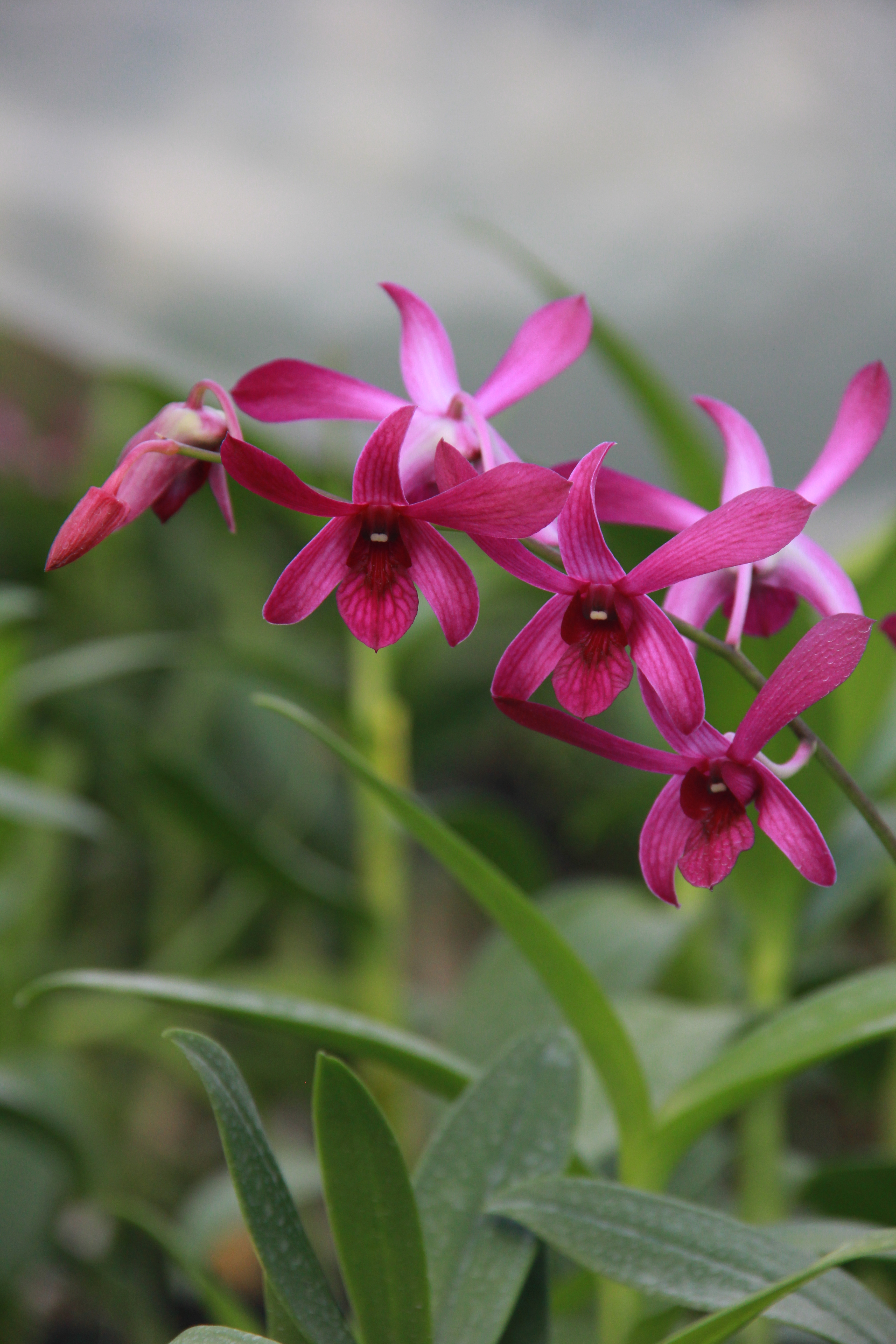
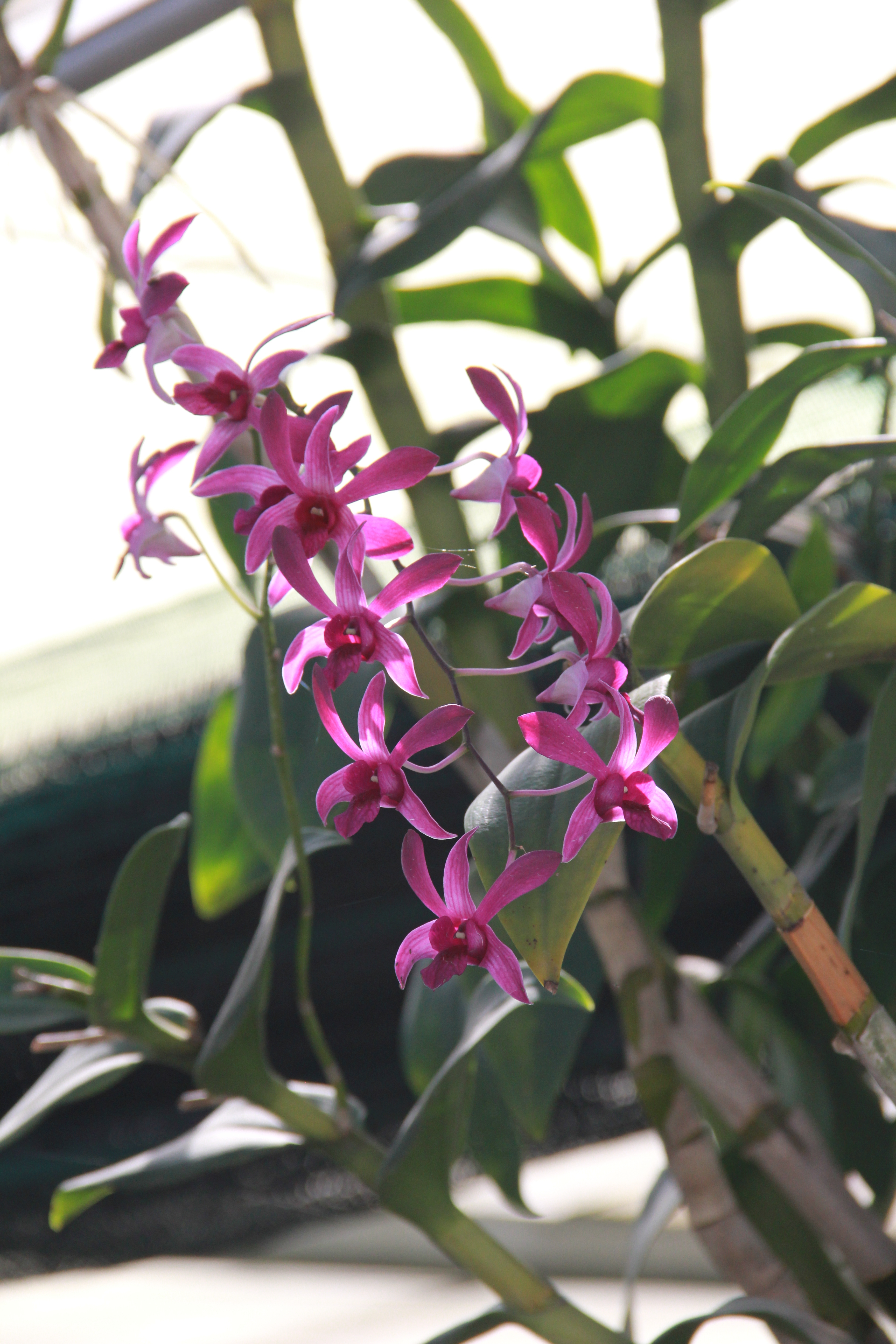
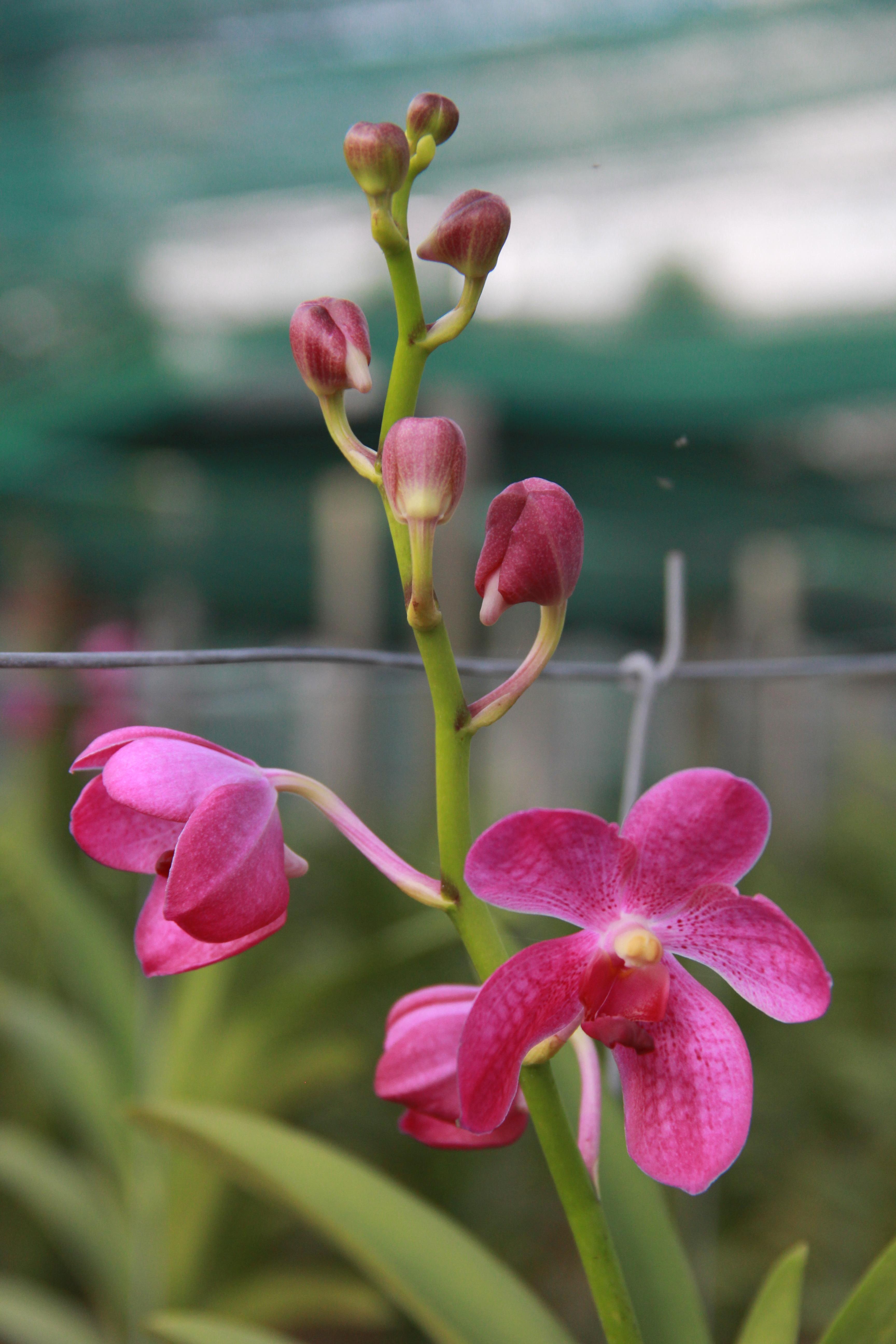
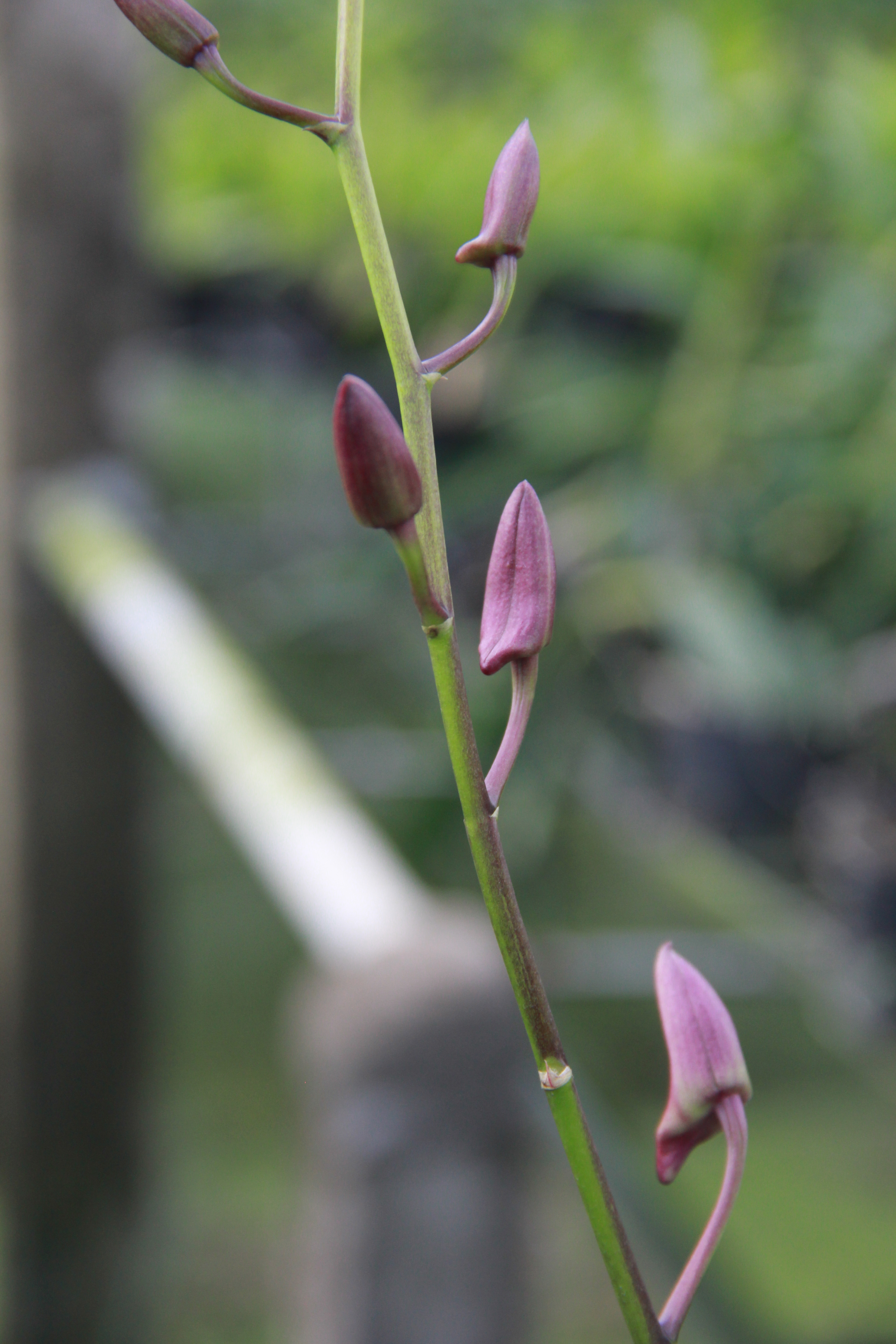
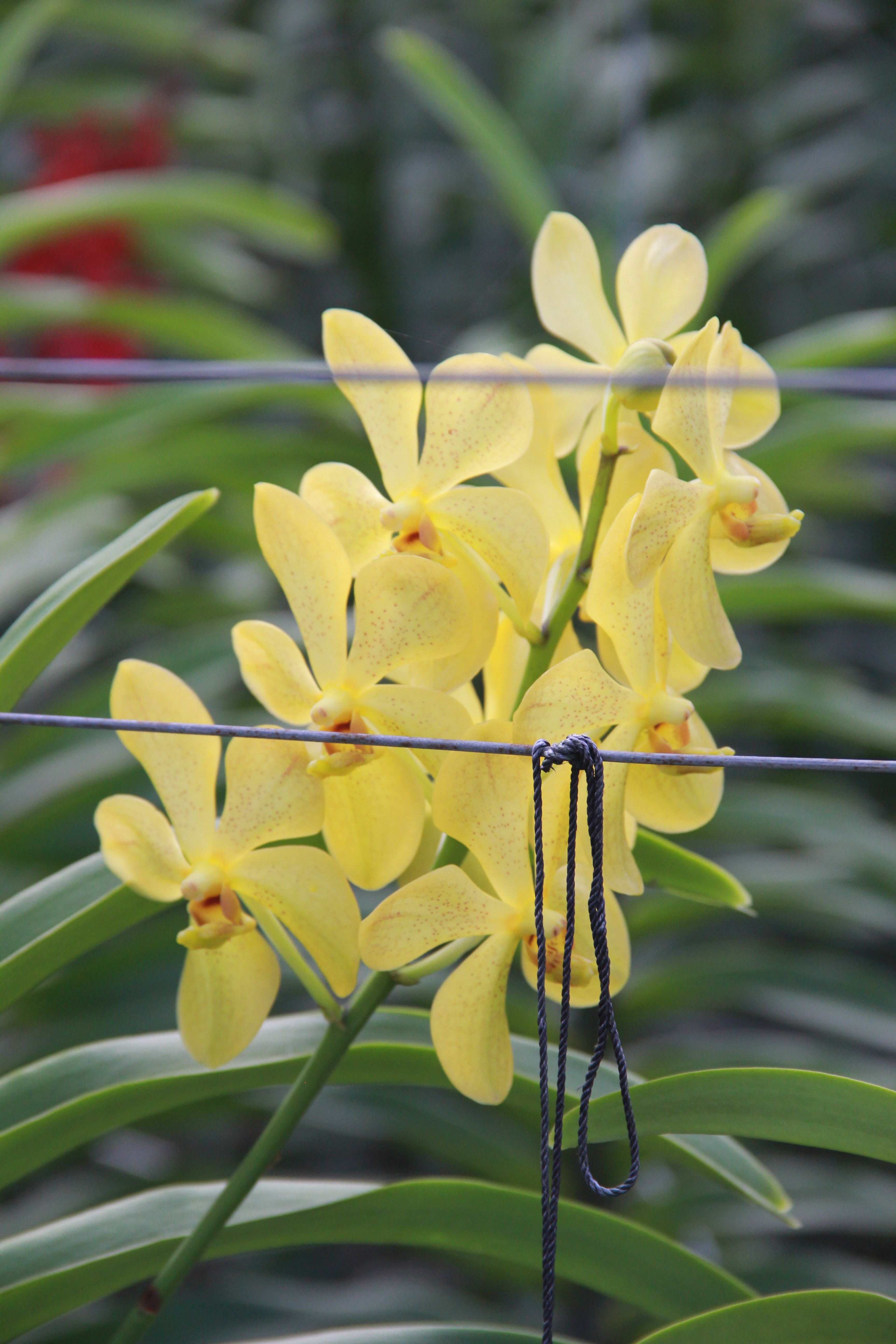
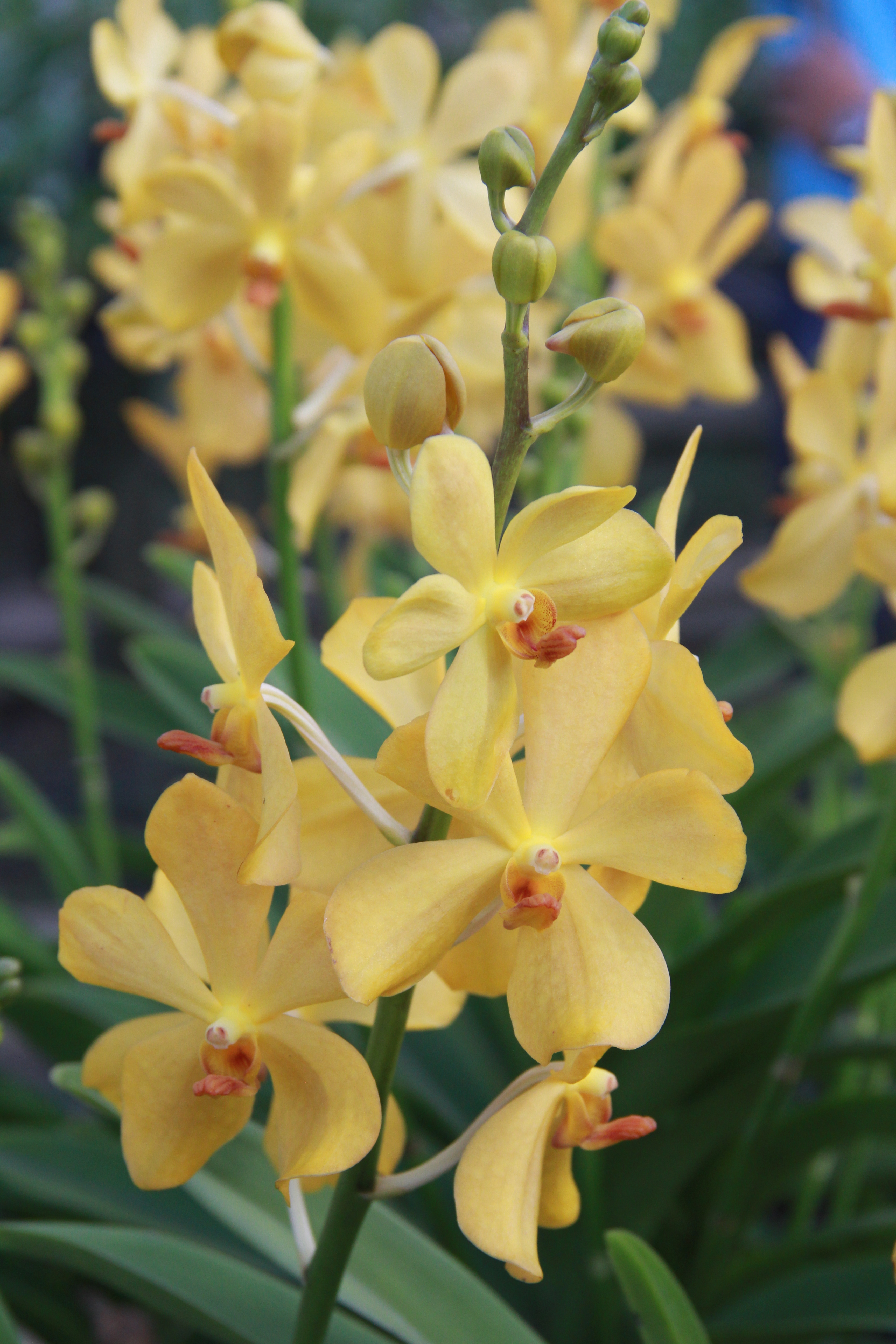
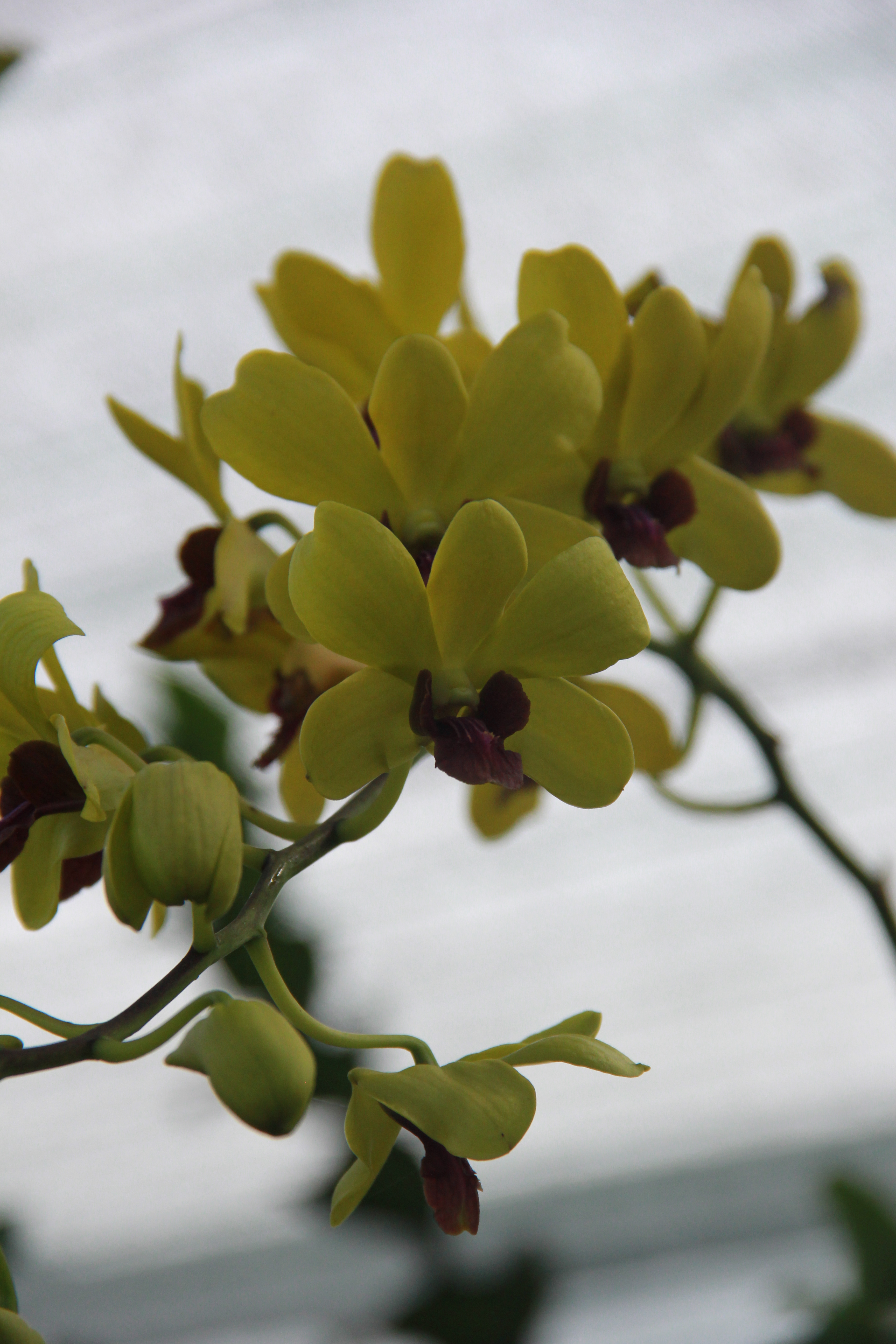
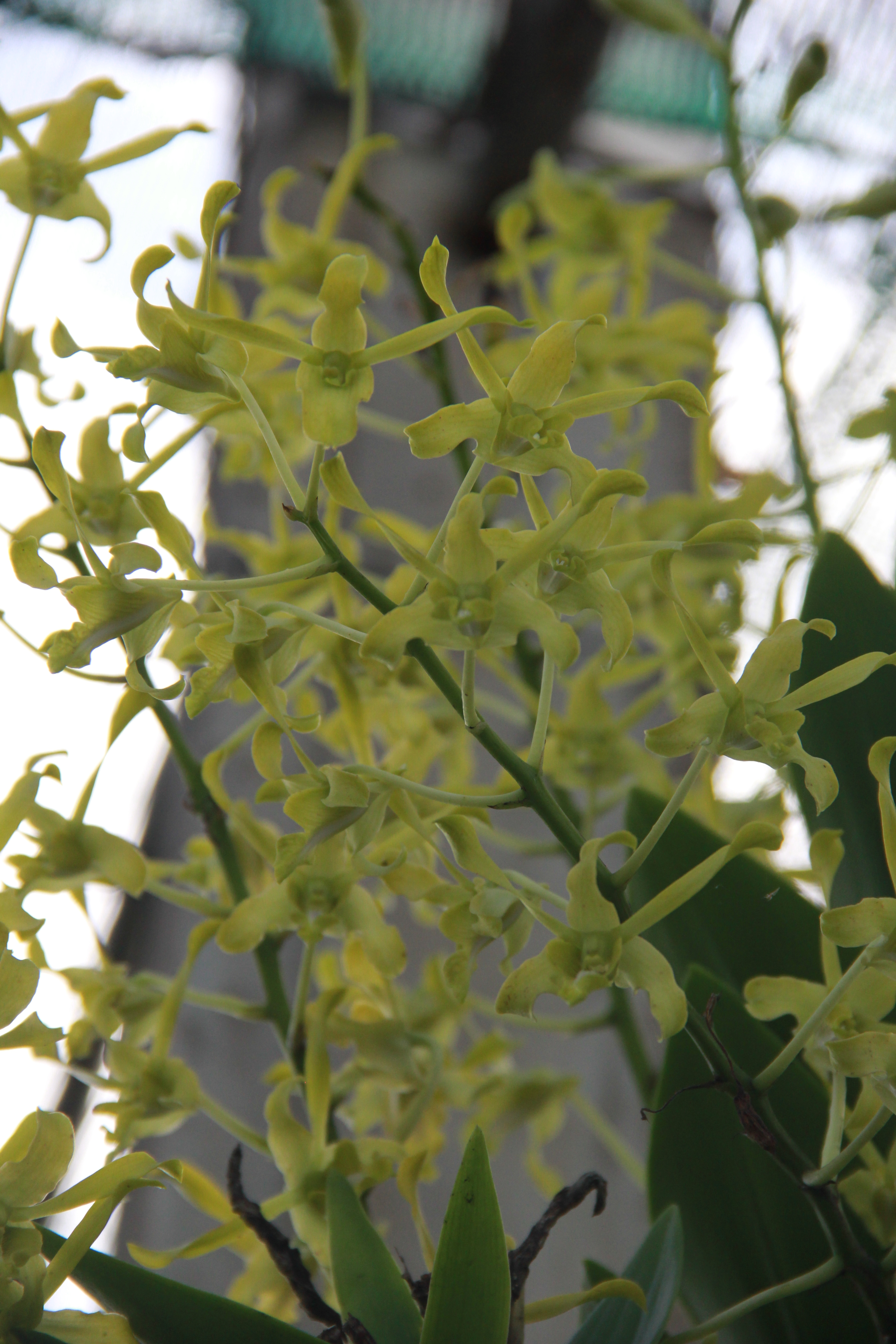
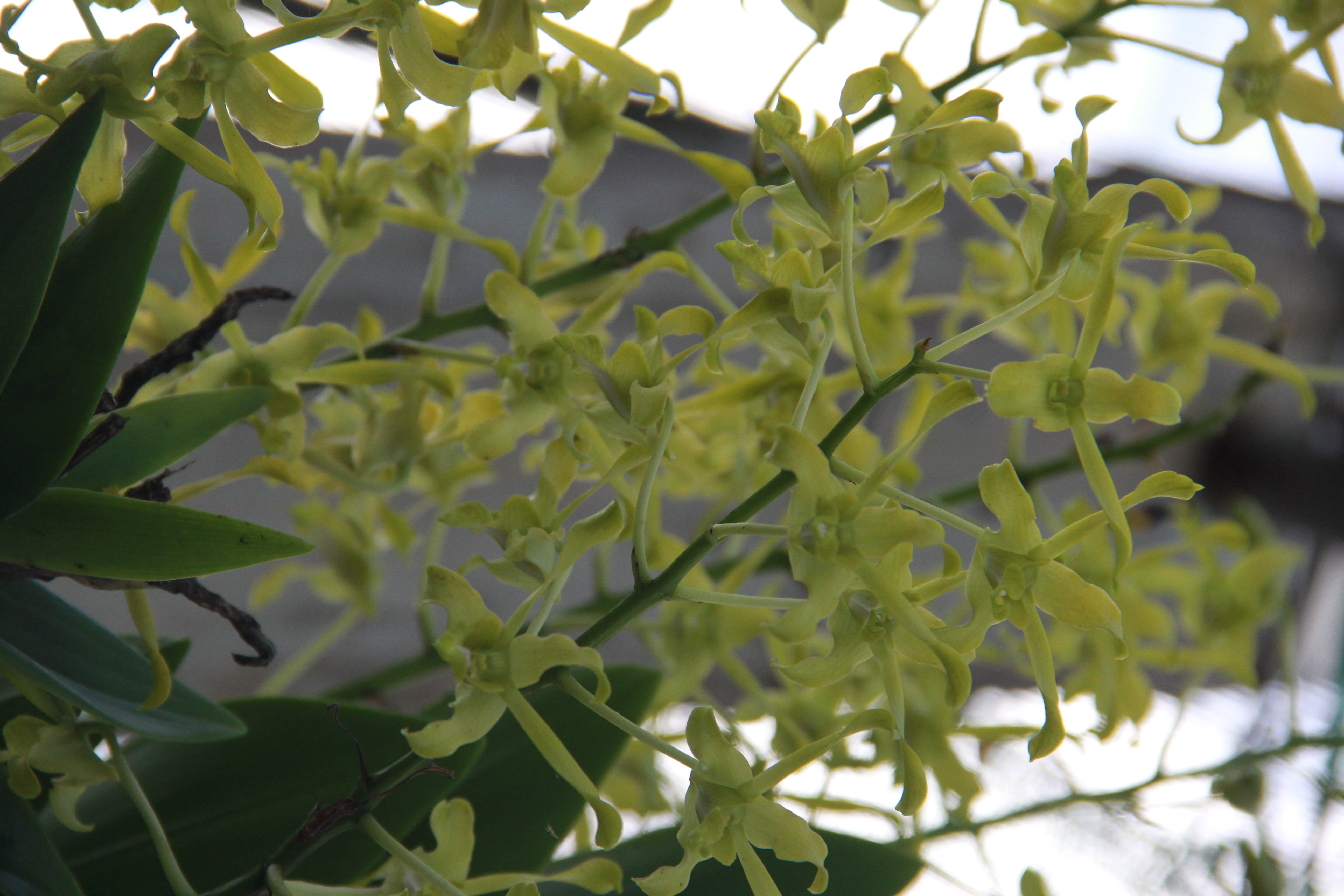
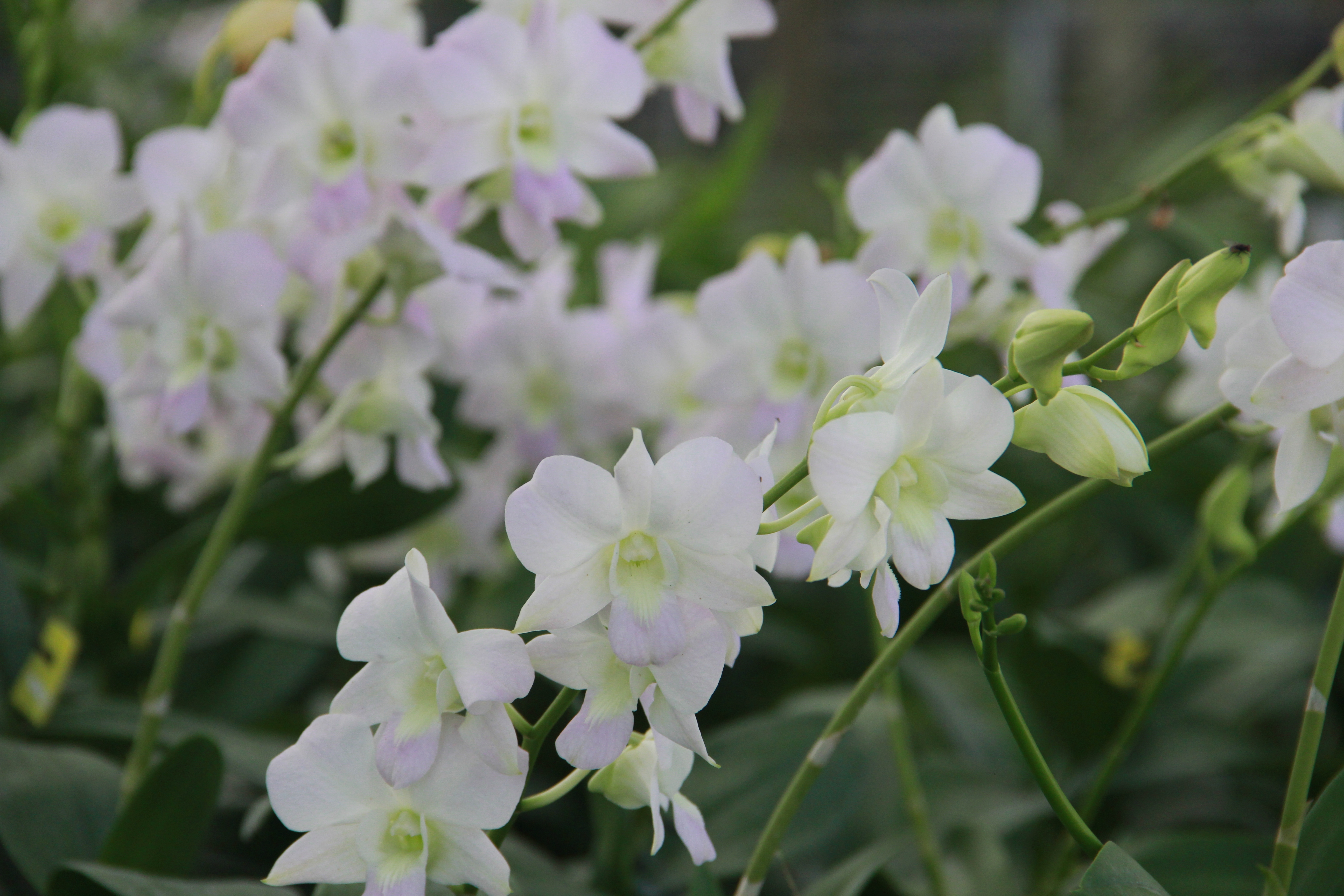
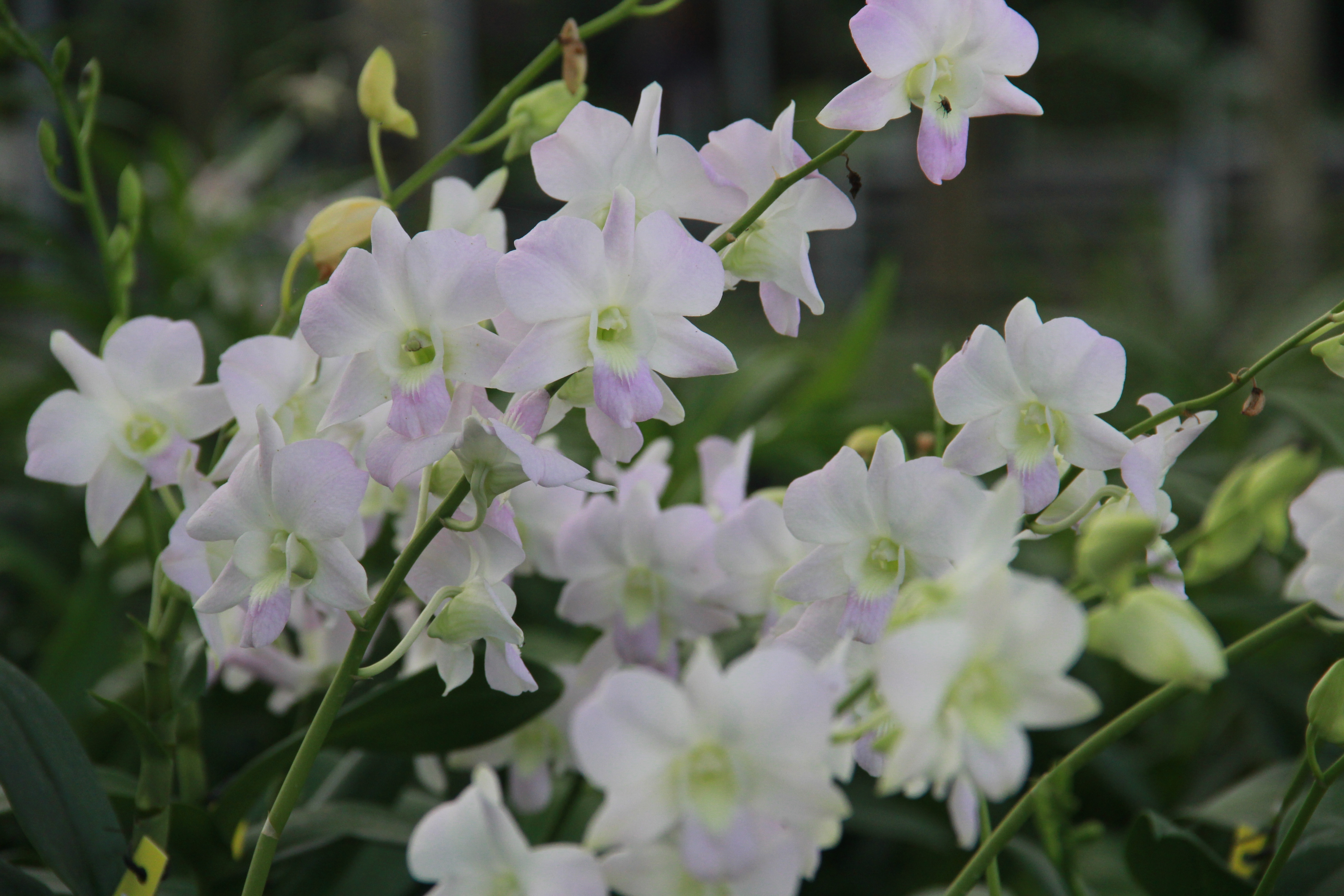
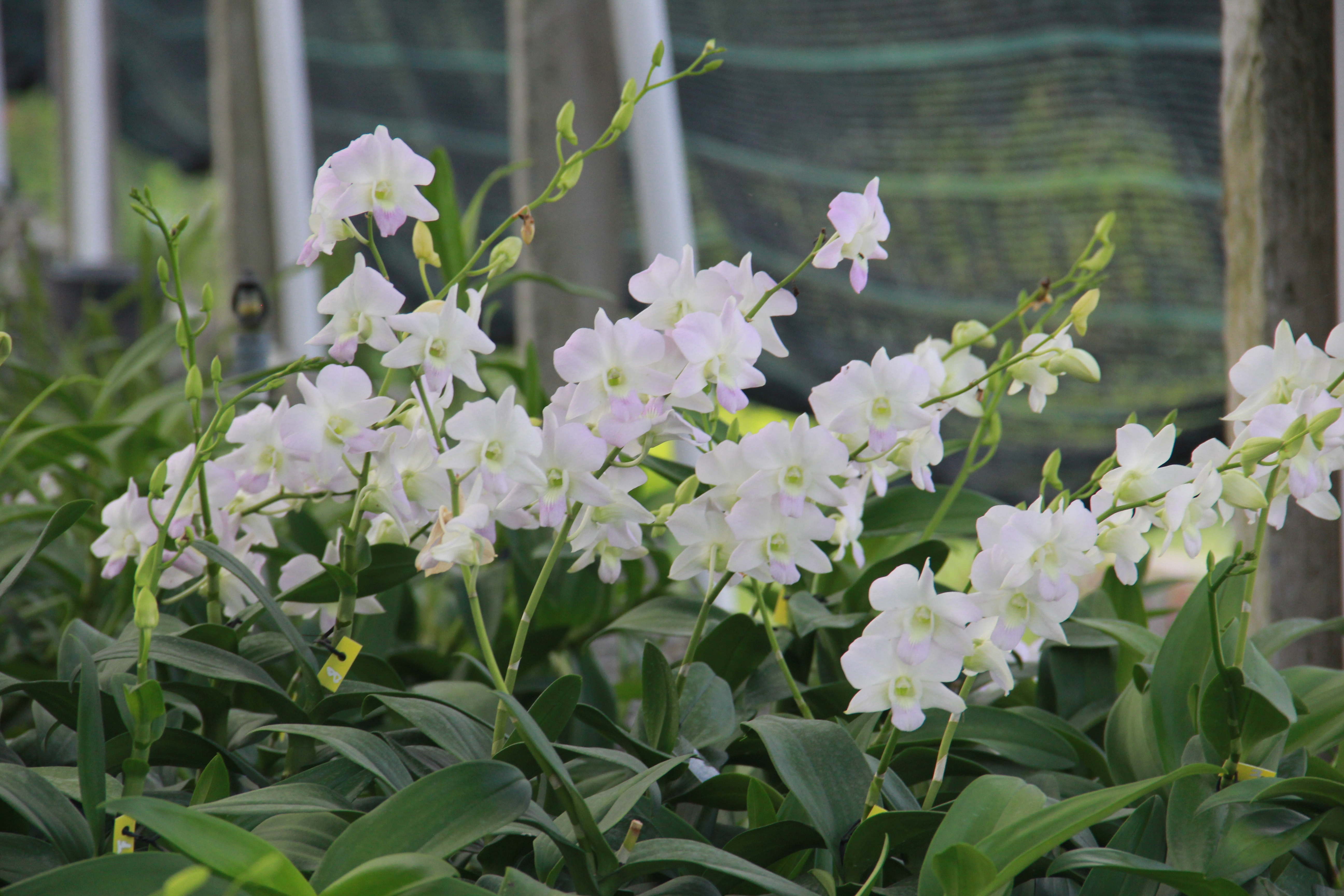

### Vườn ươm

Vườn
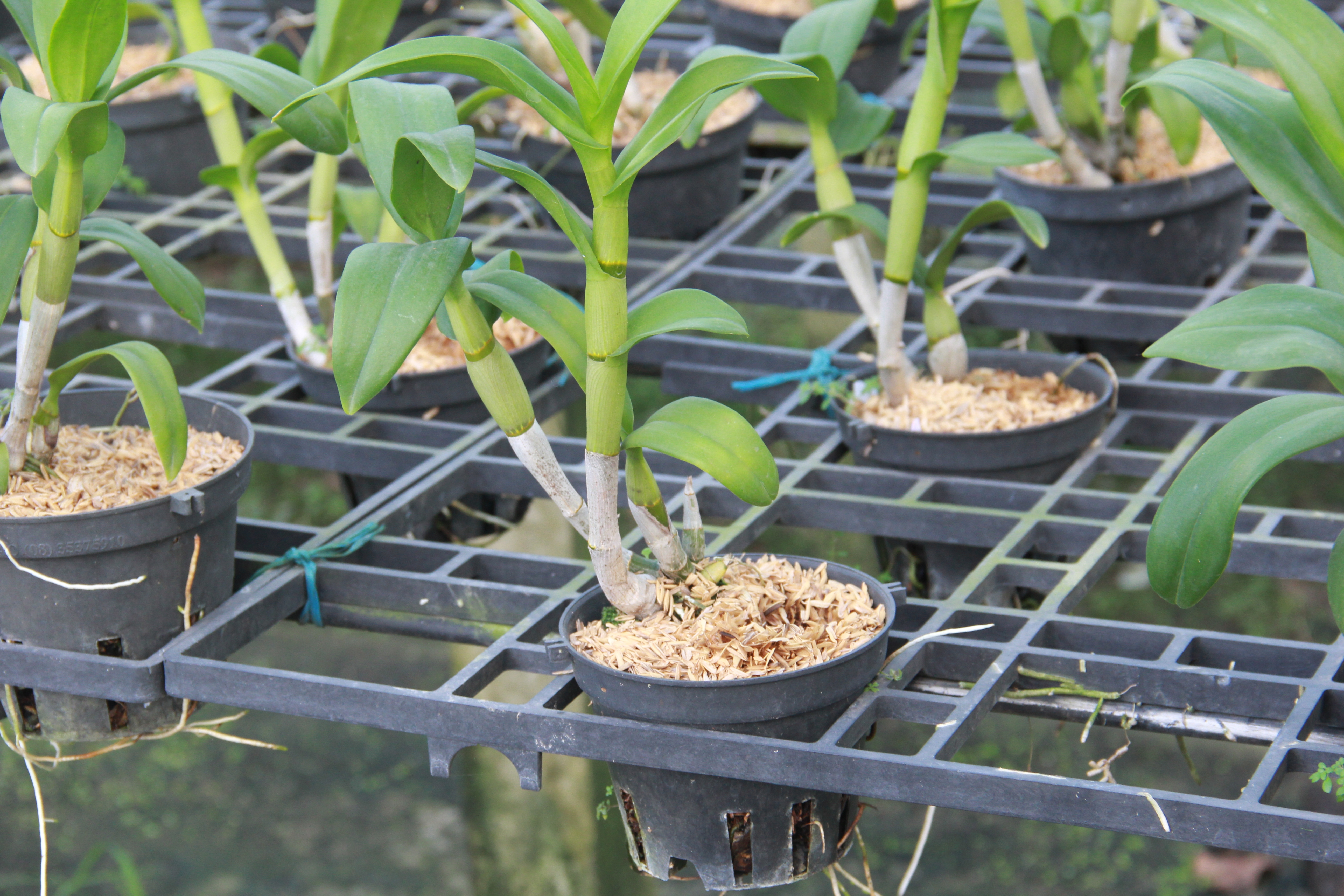
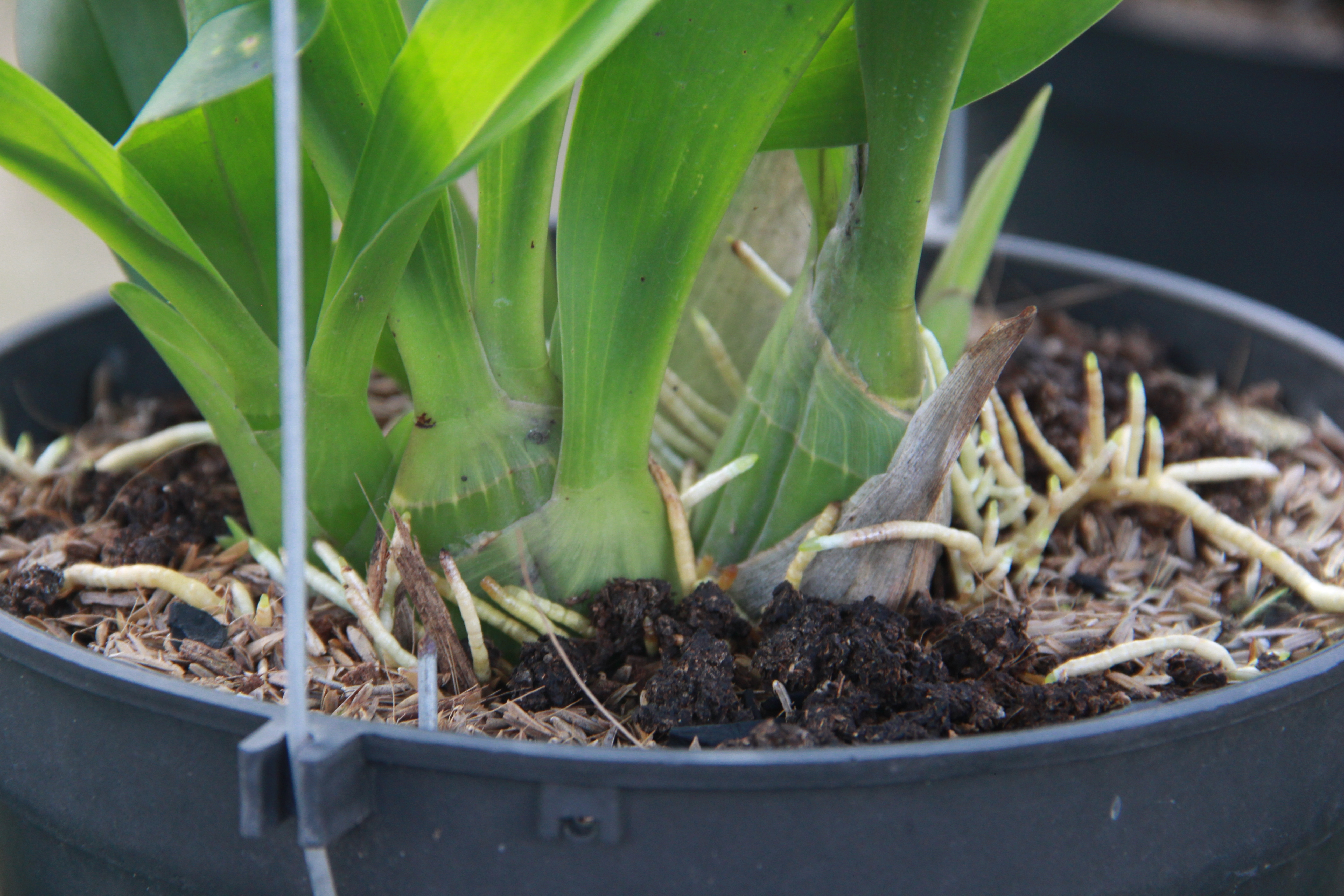
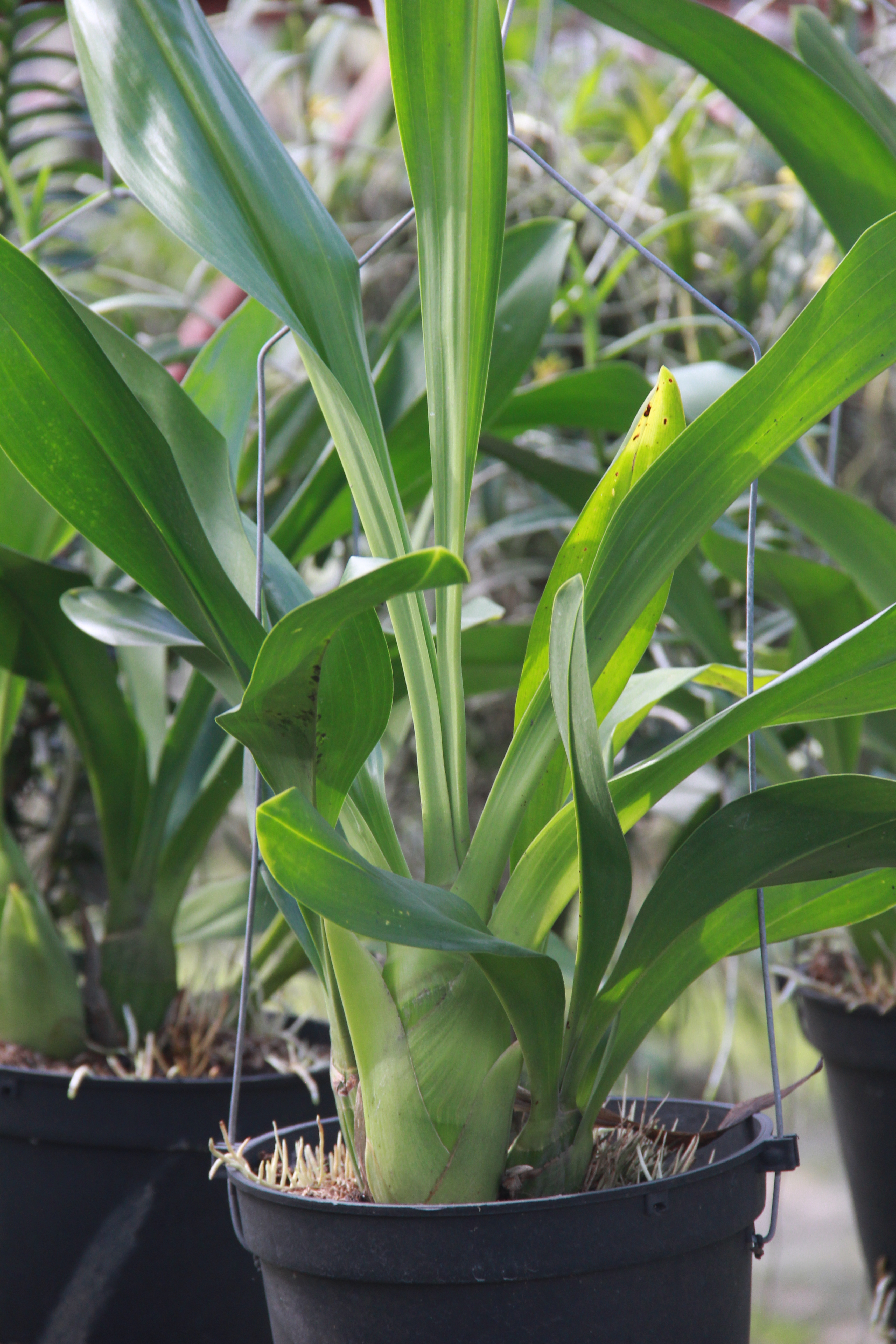
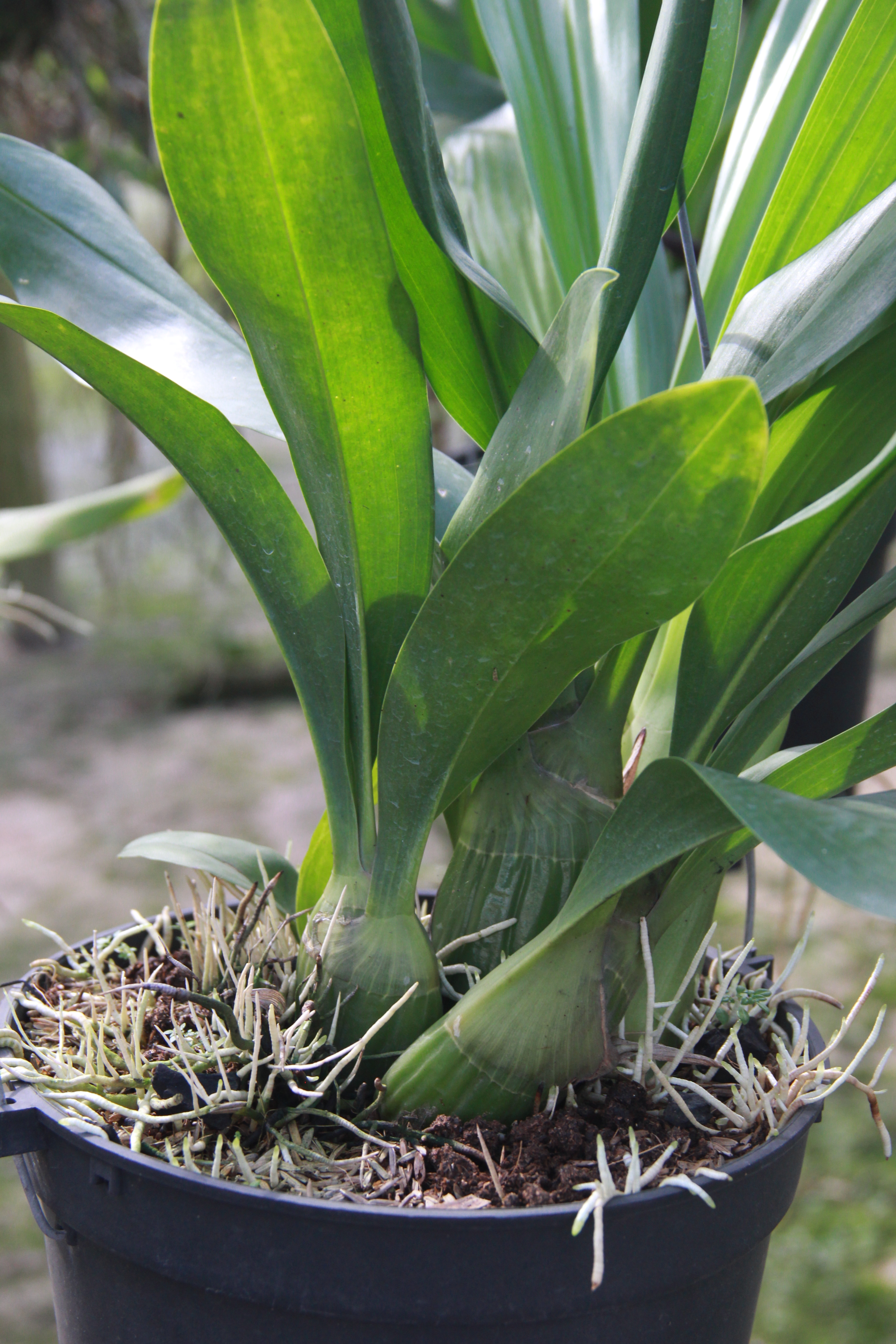
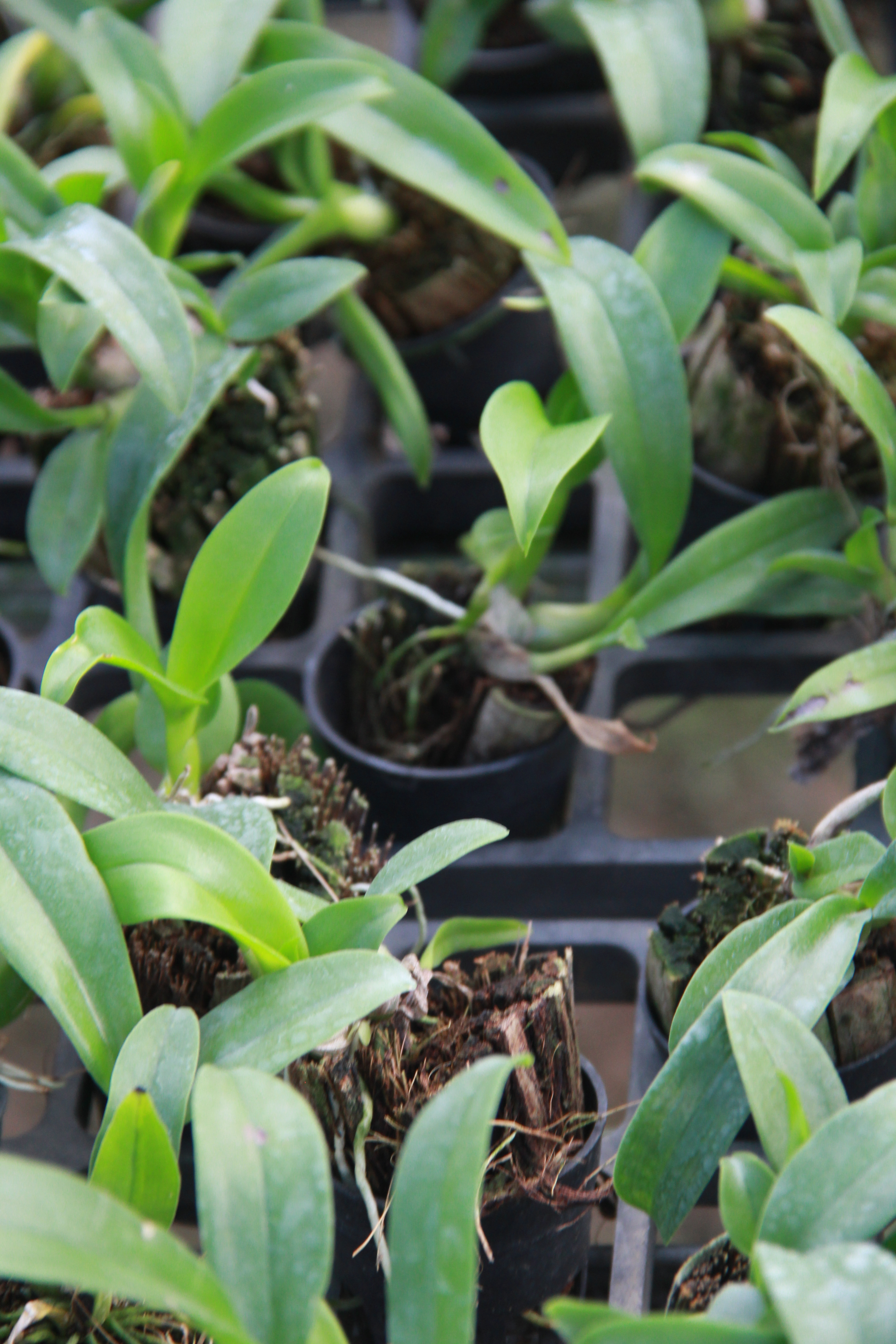
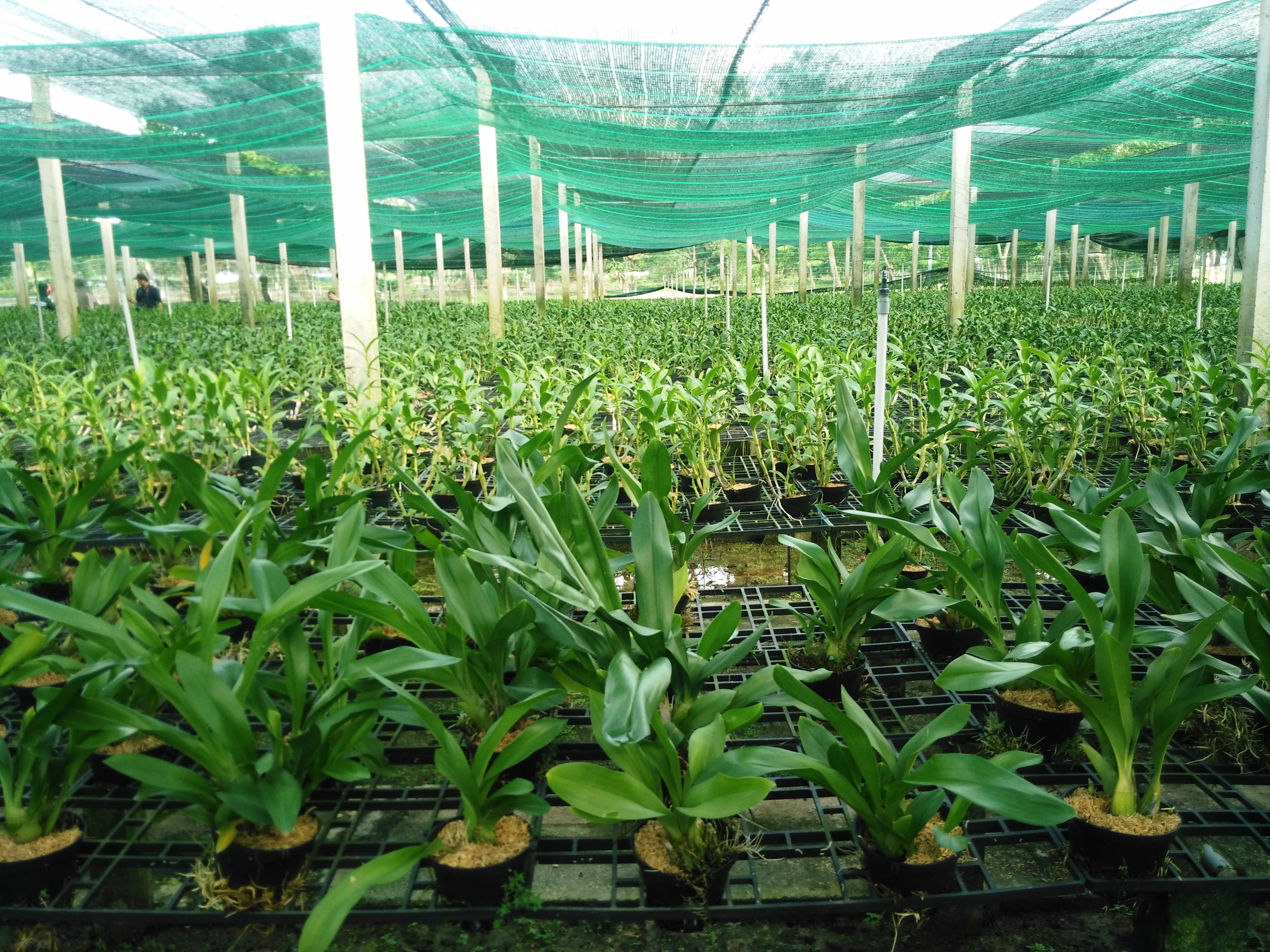
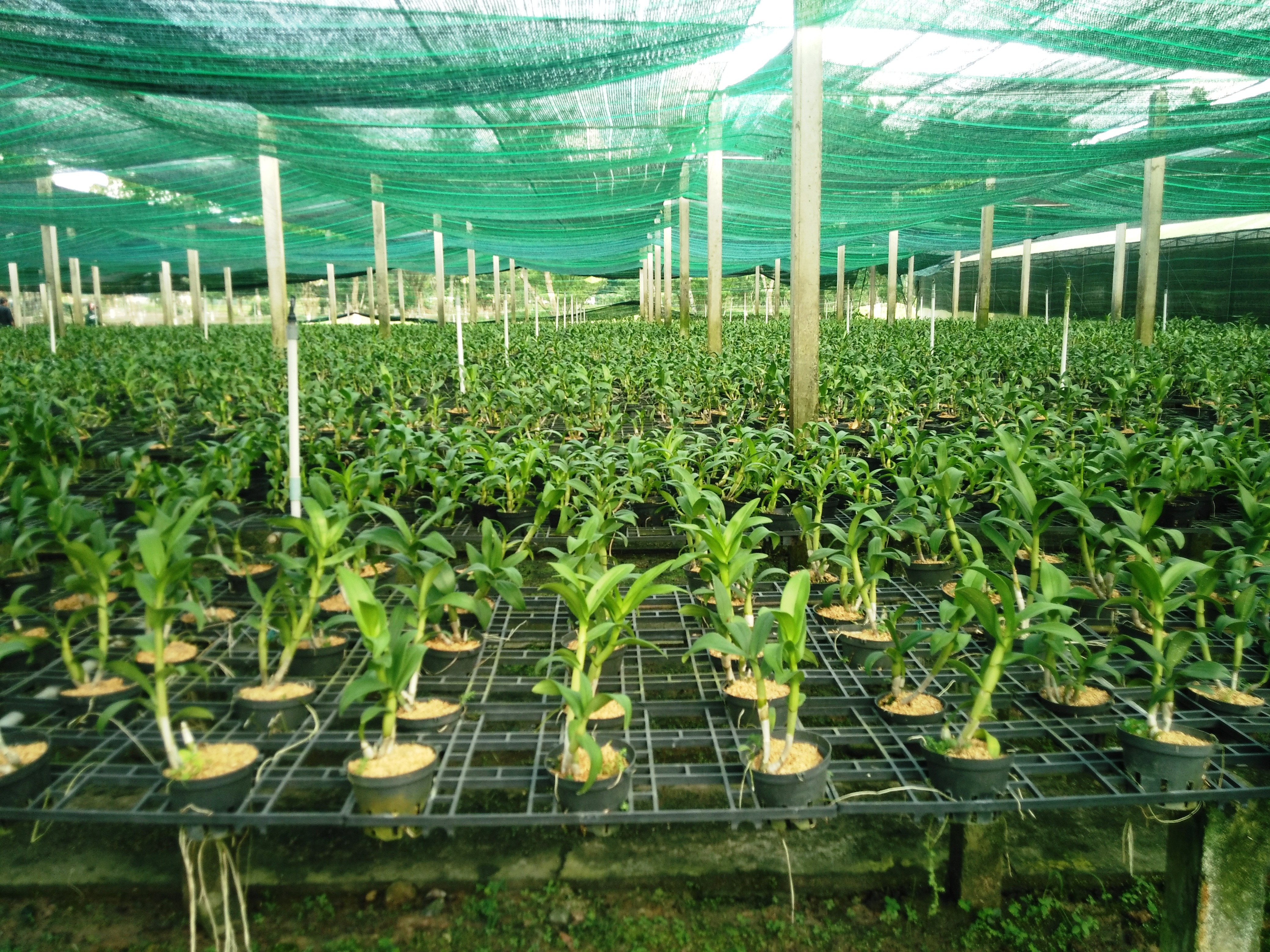
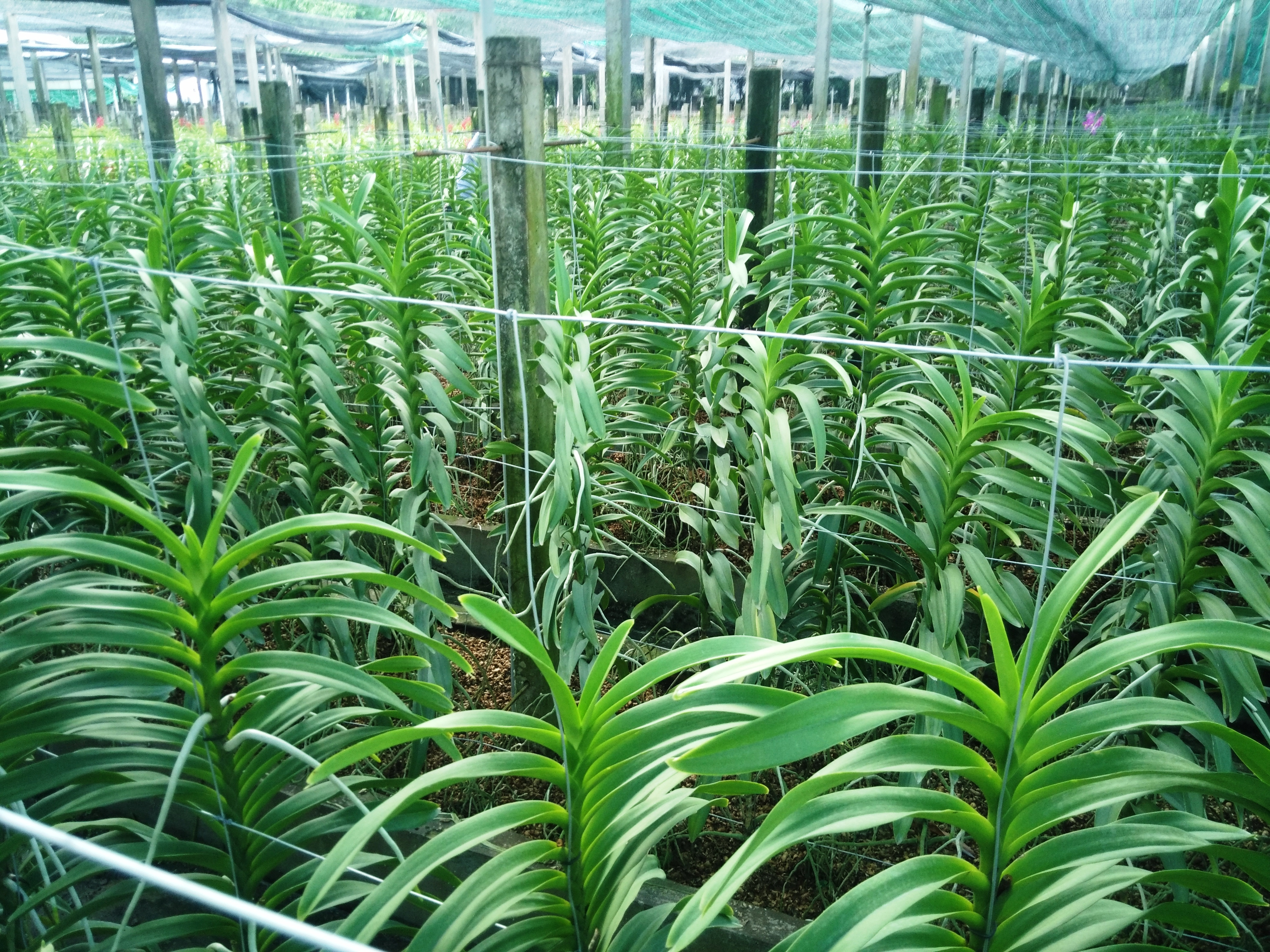
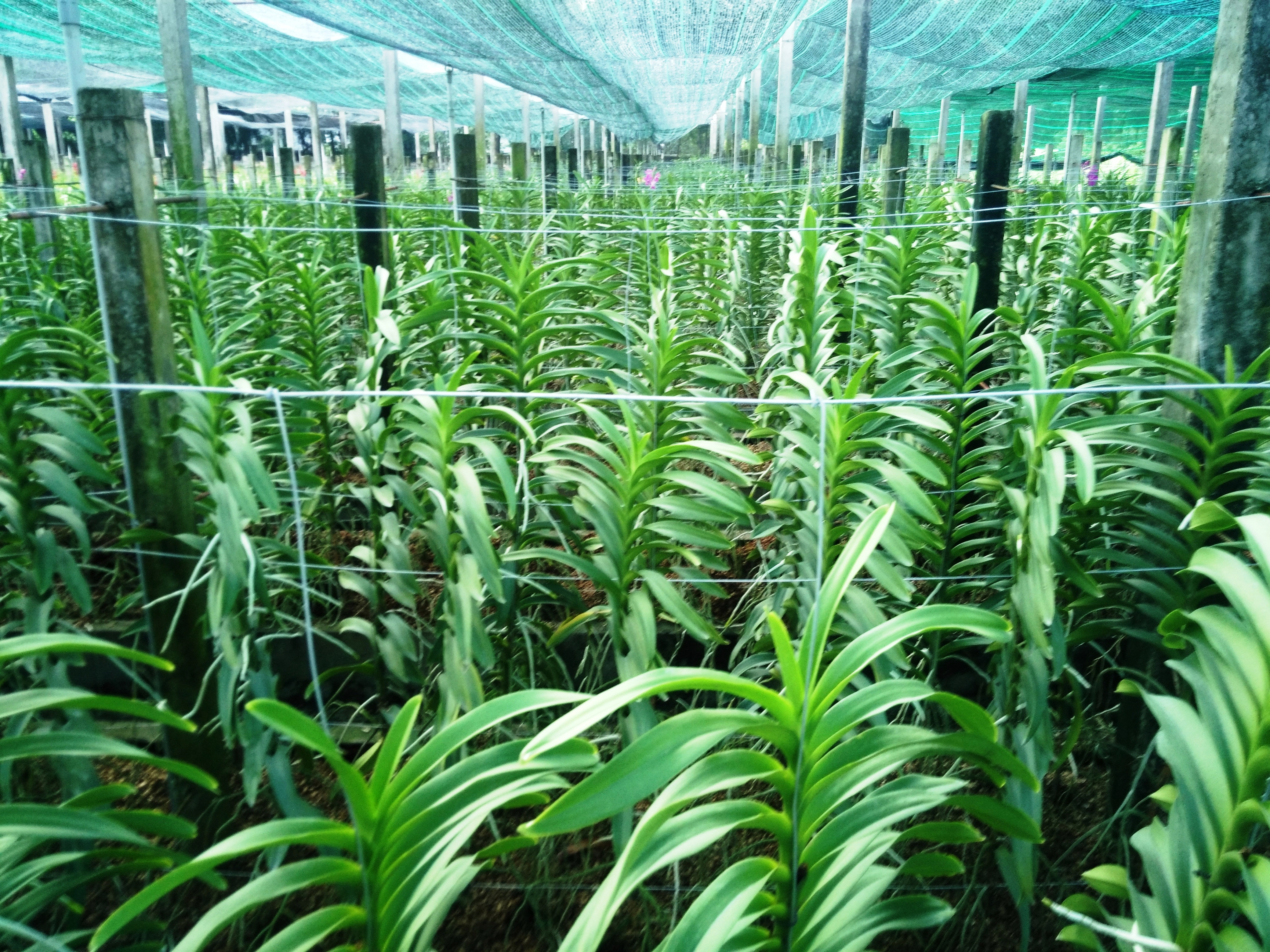
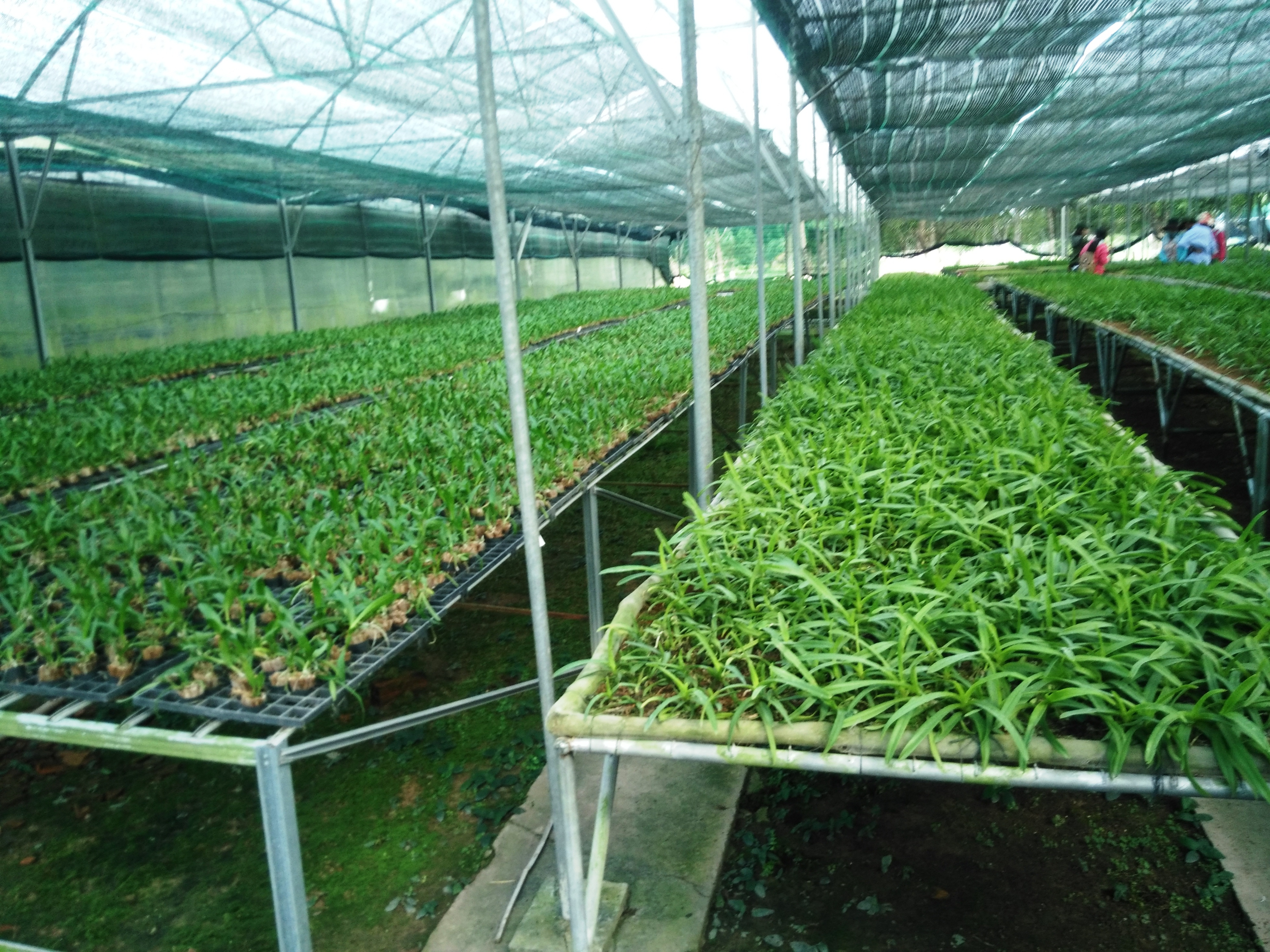
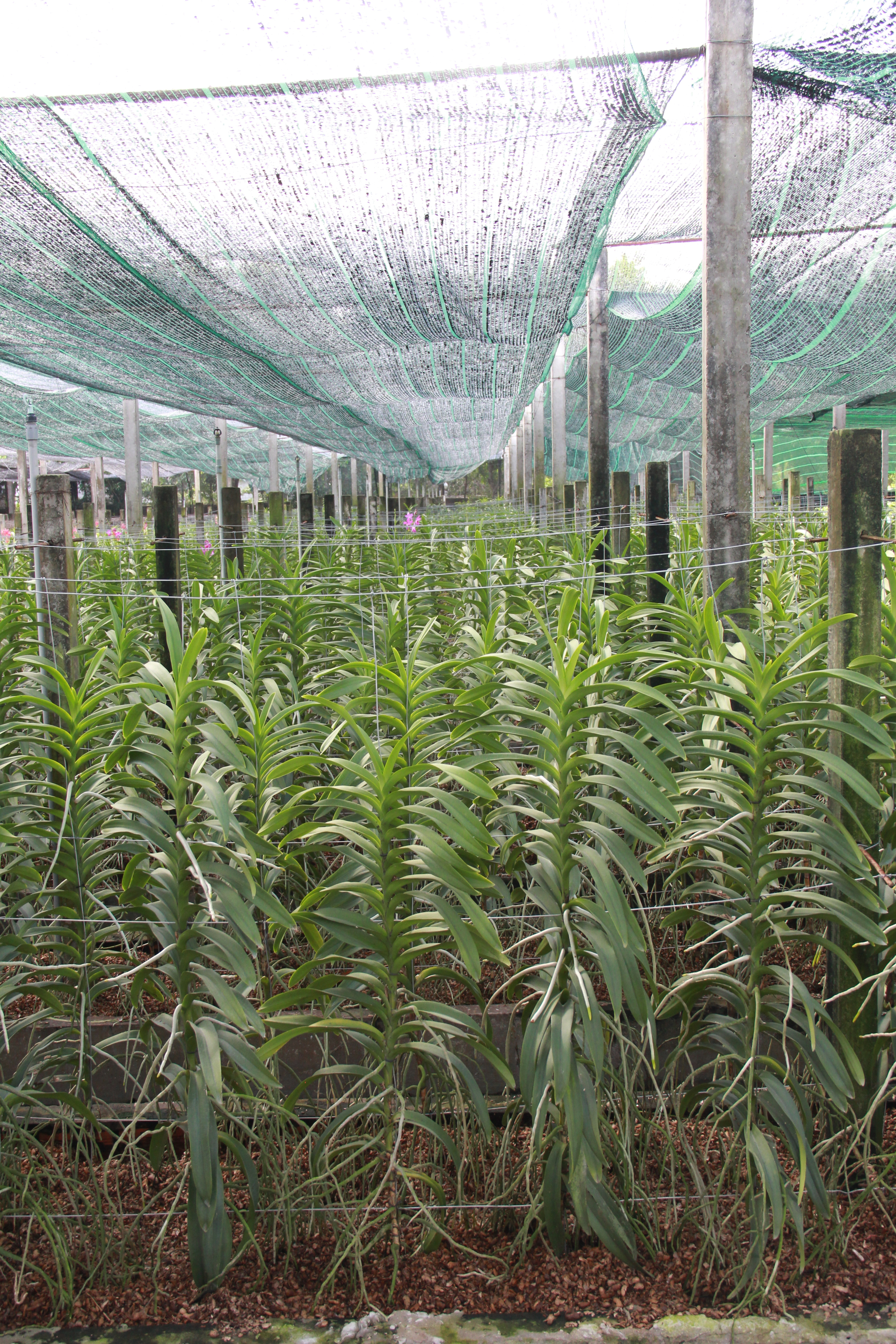
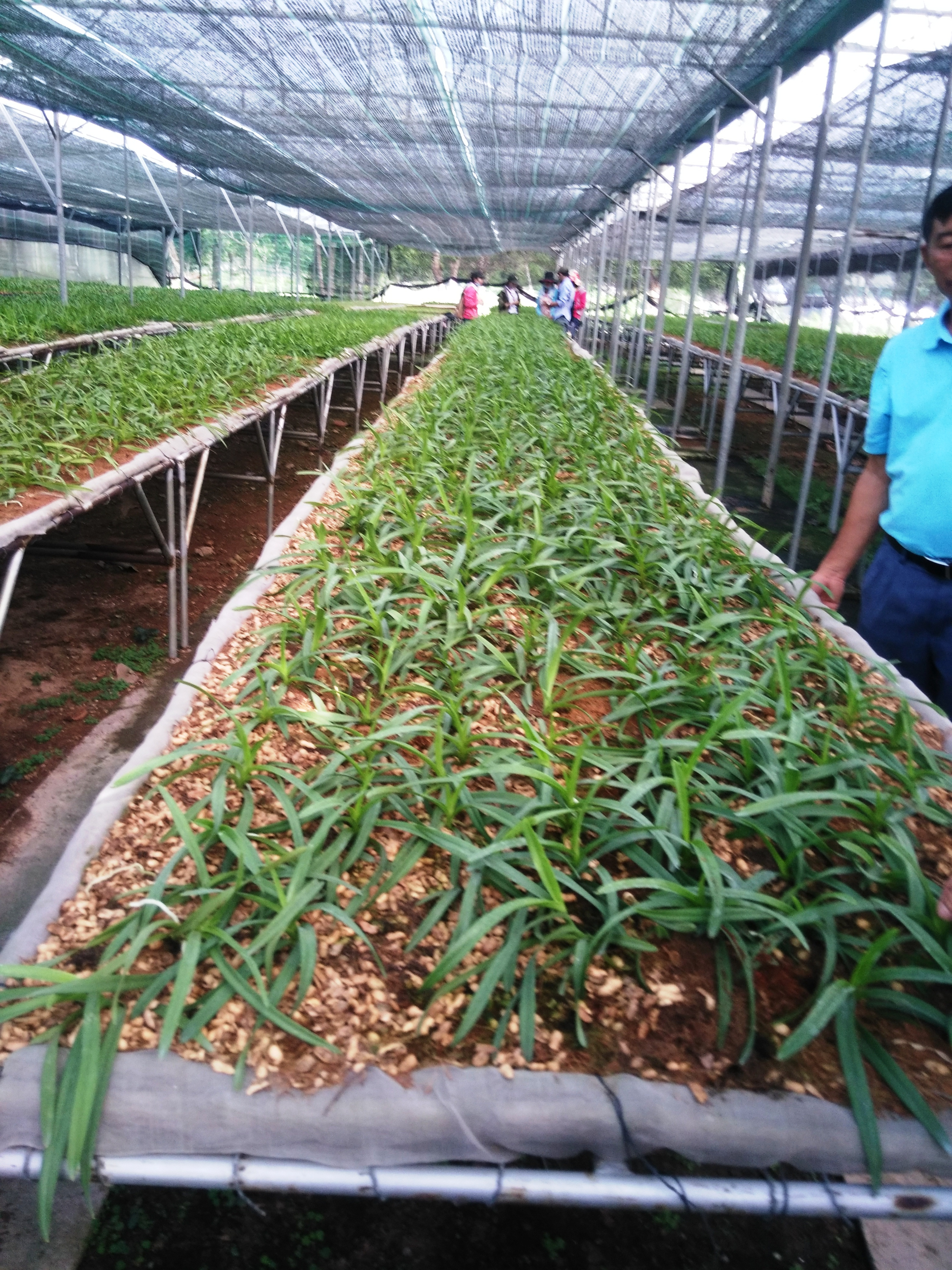
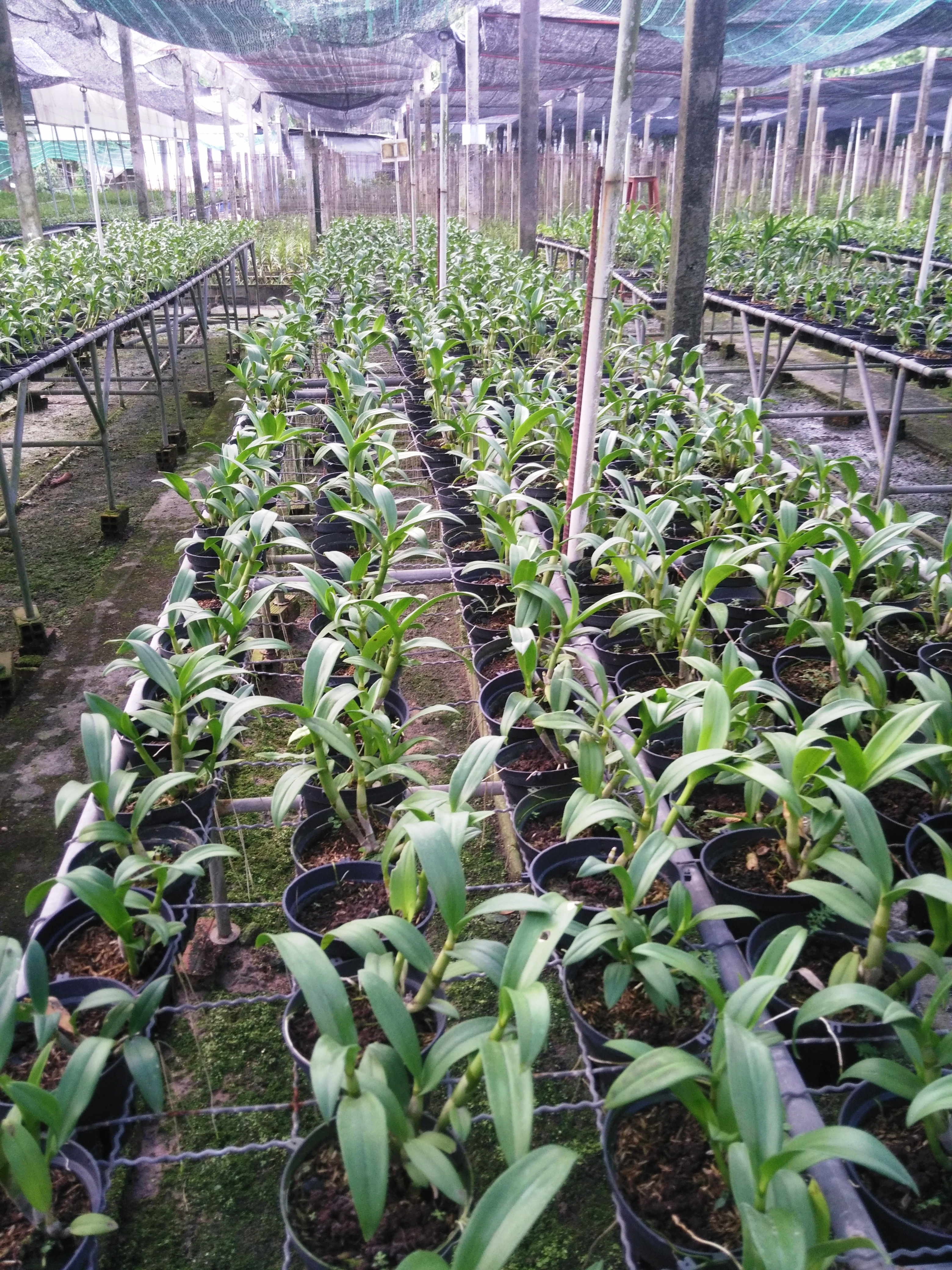

### Cá cảnh

Cá
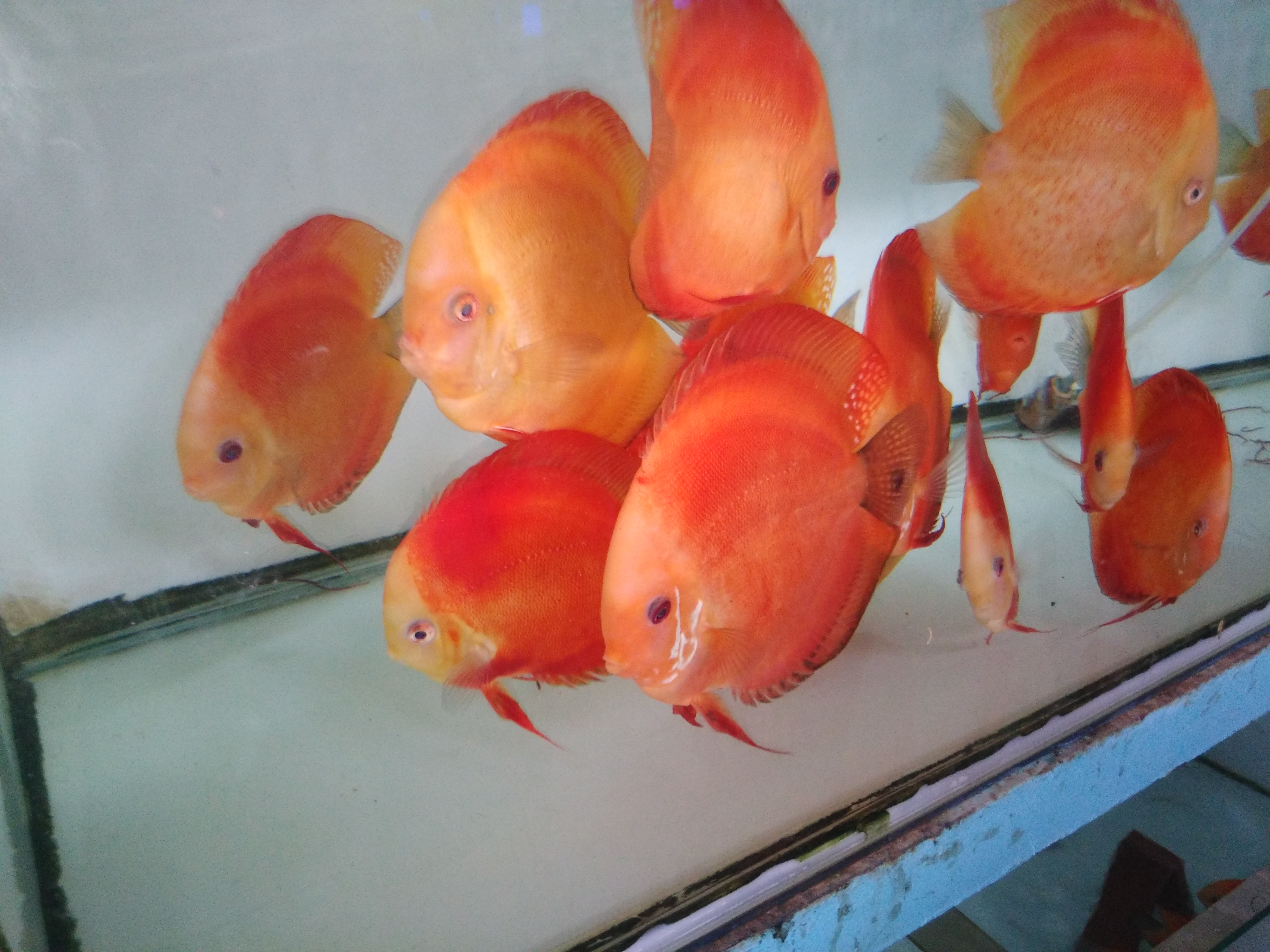
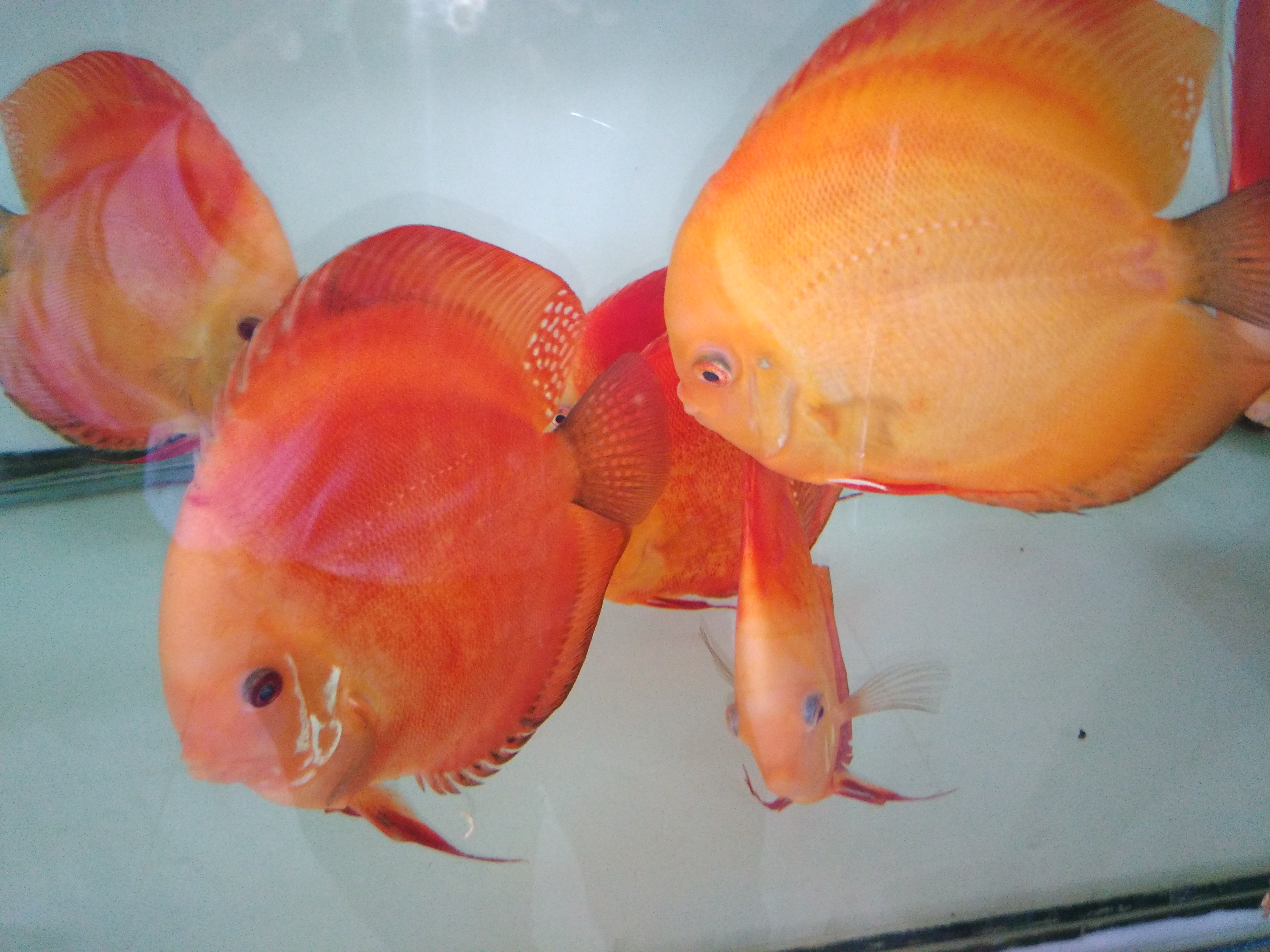
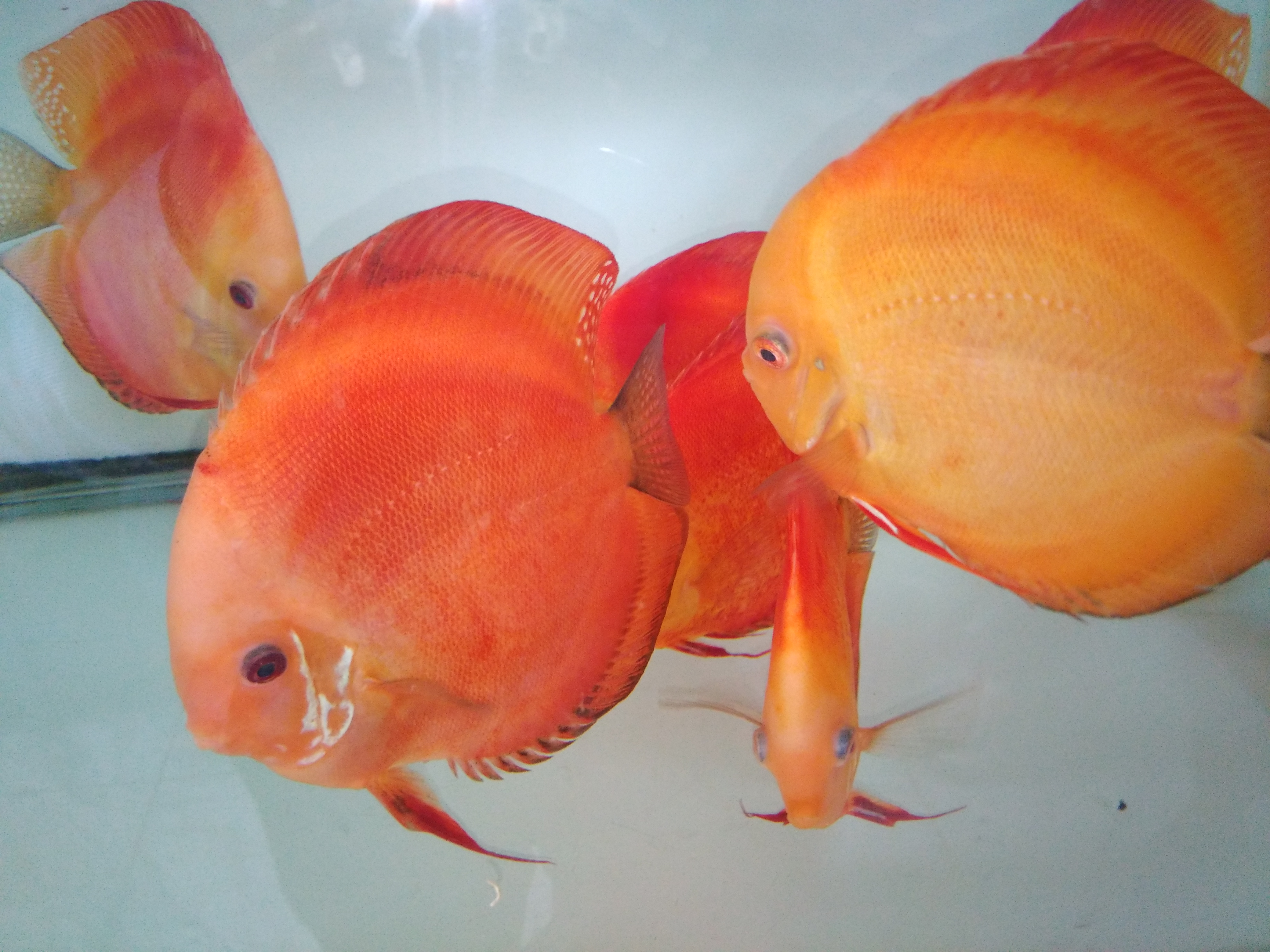
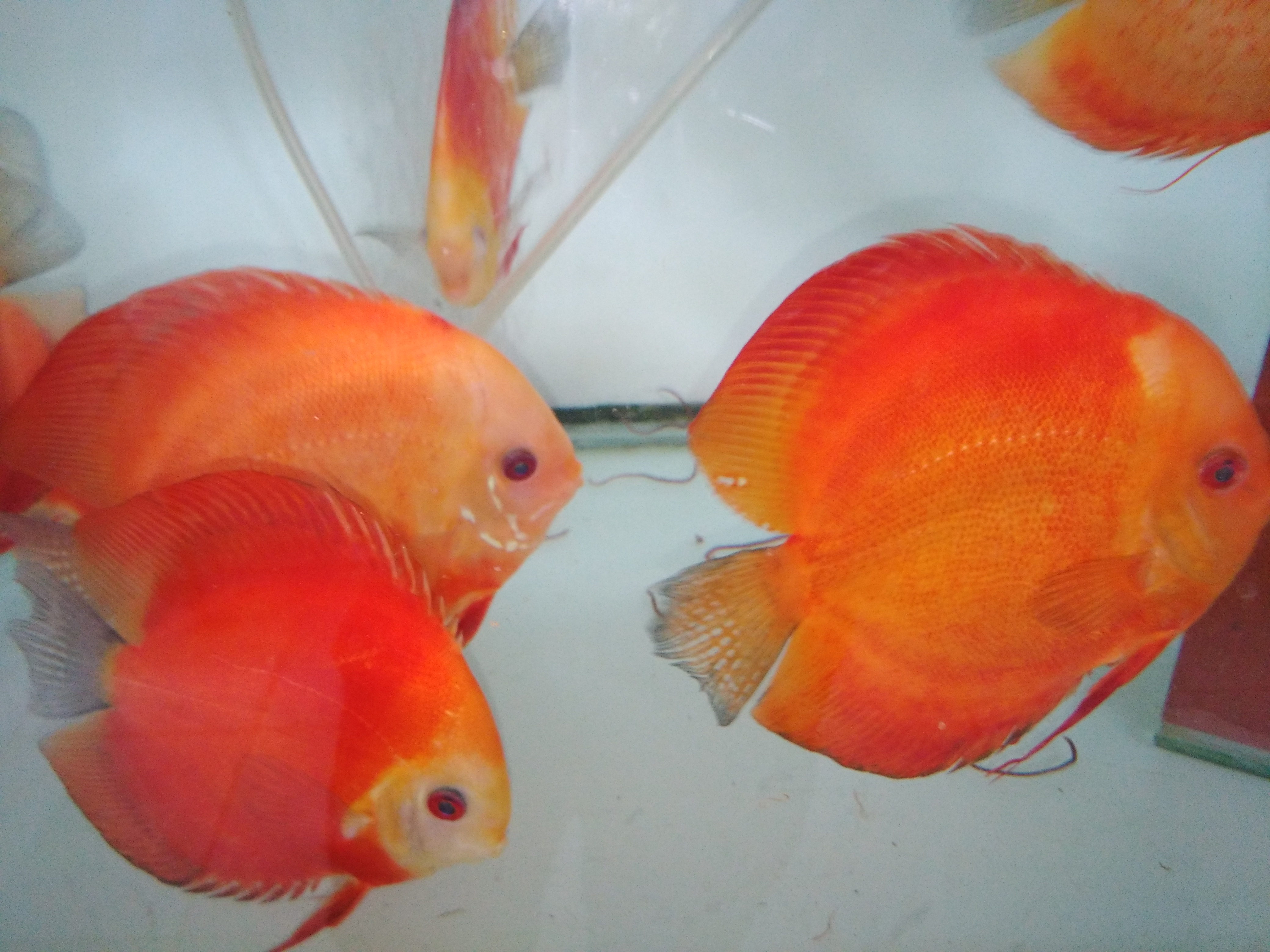
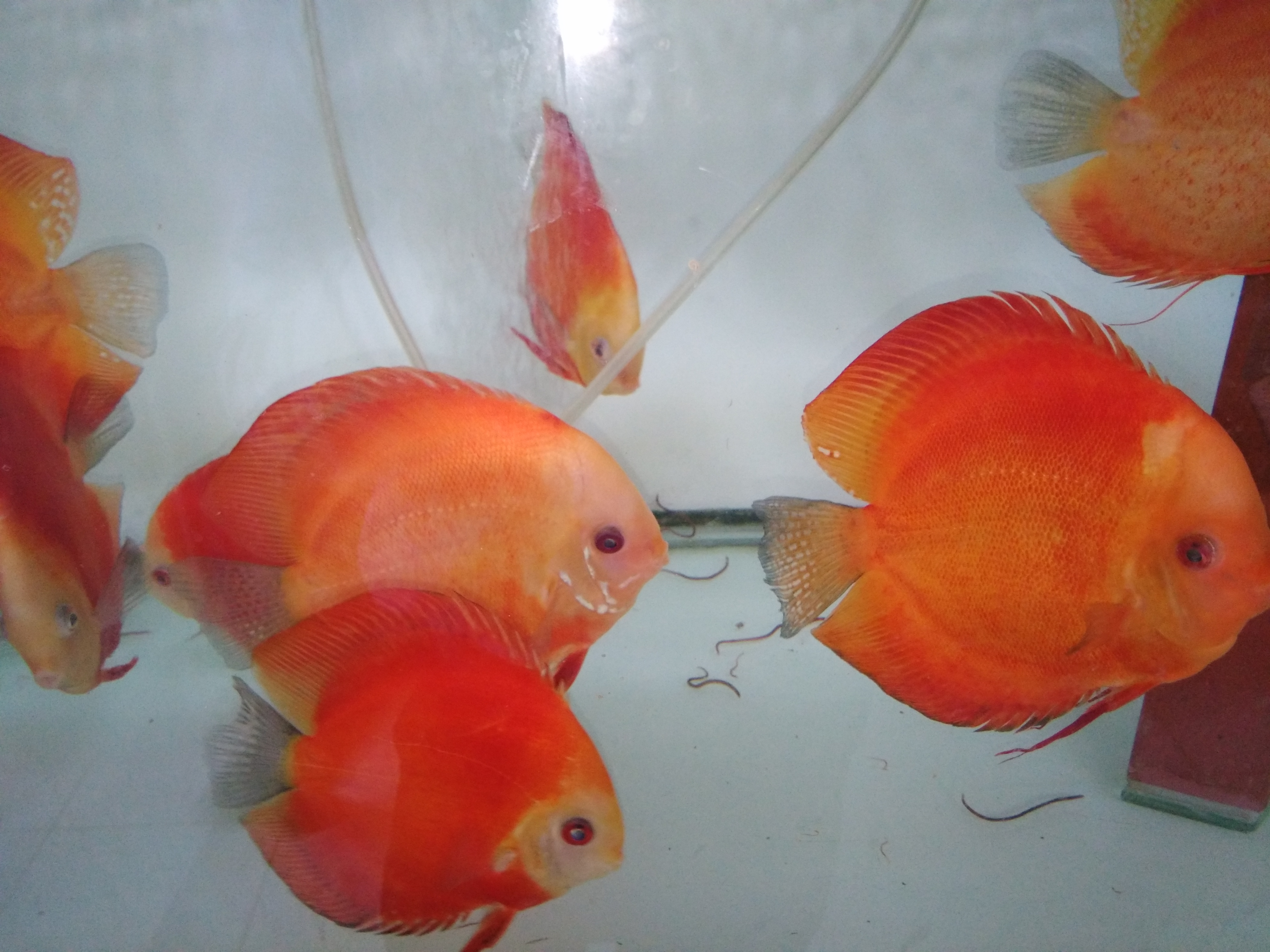
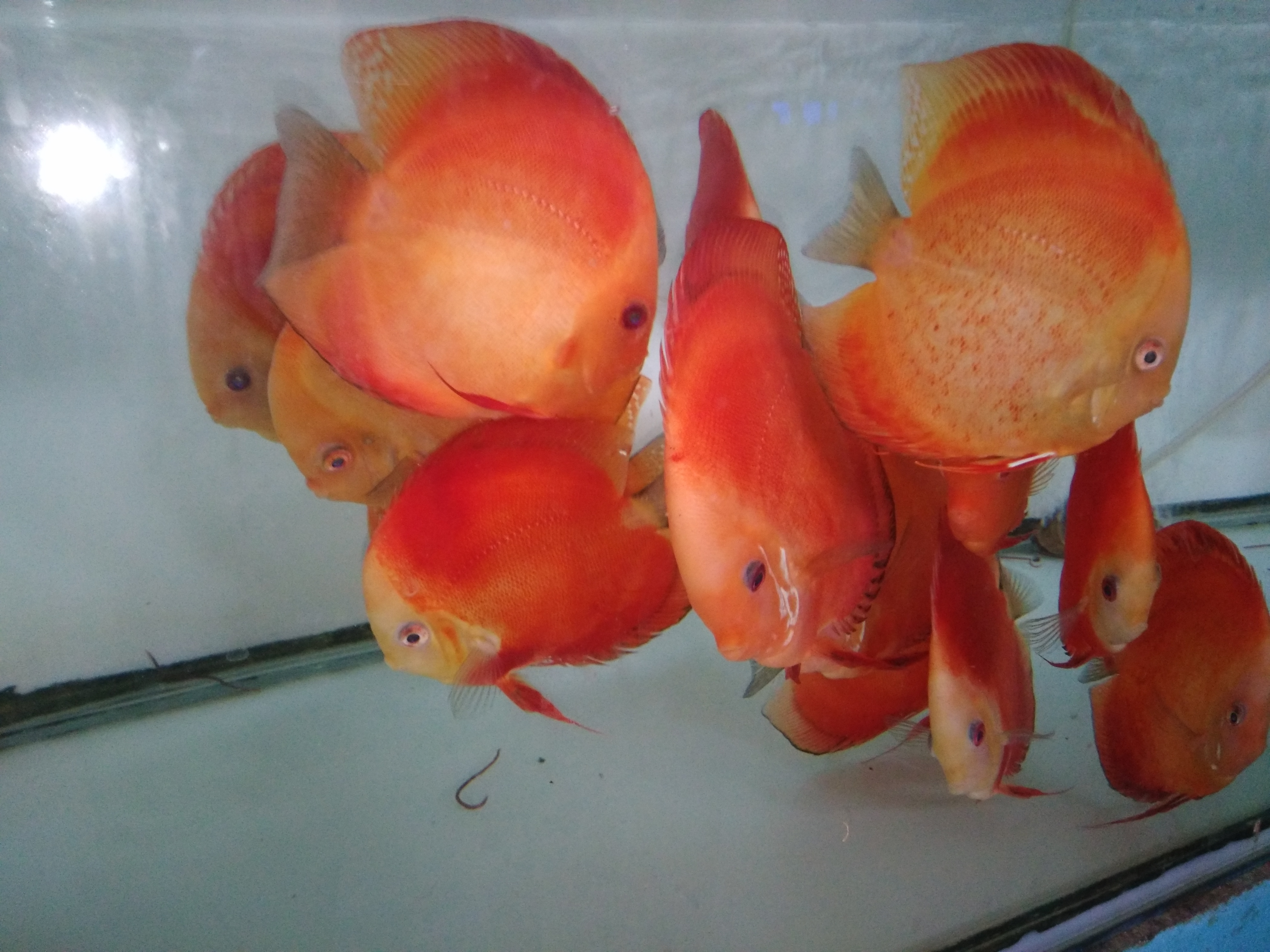
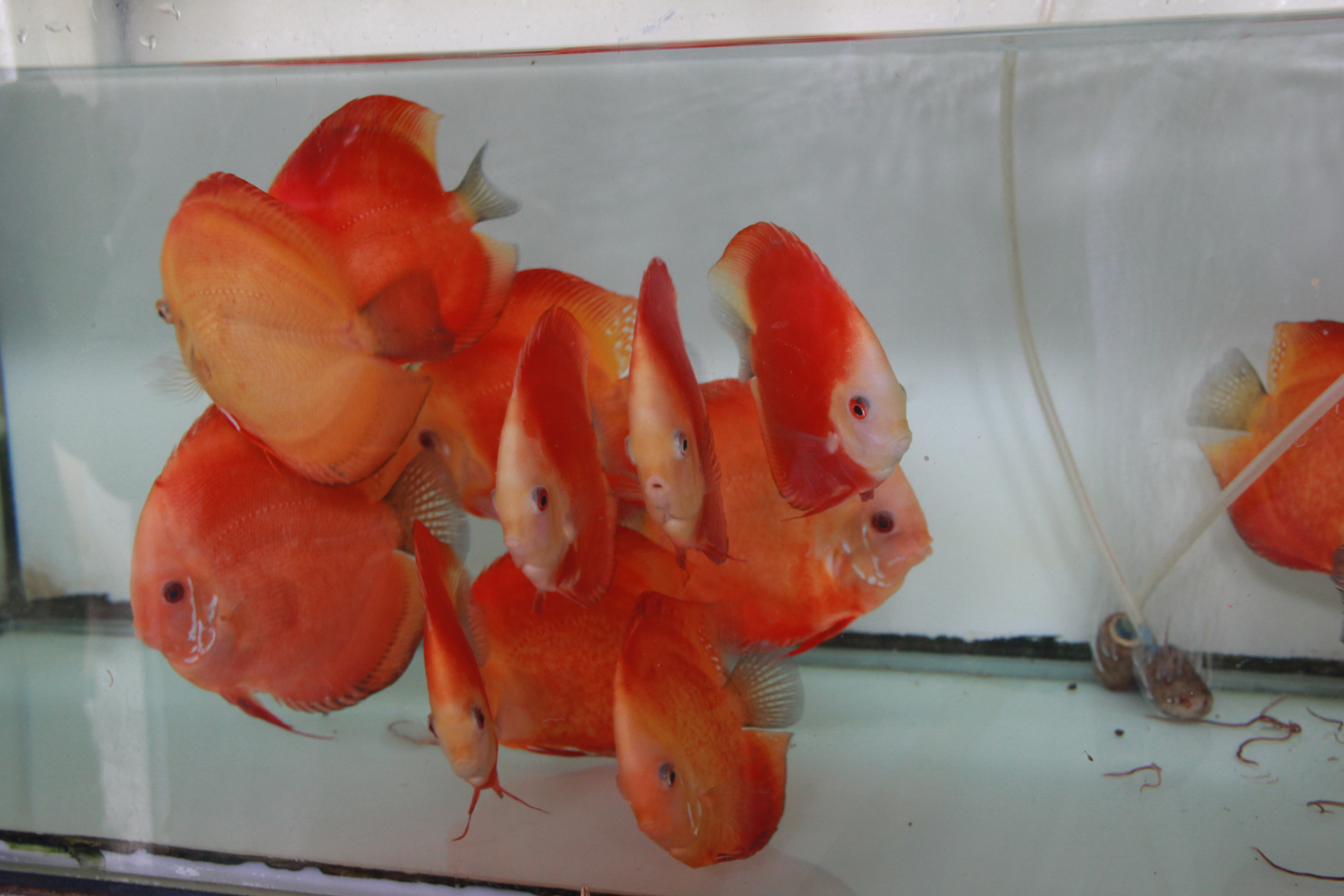
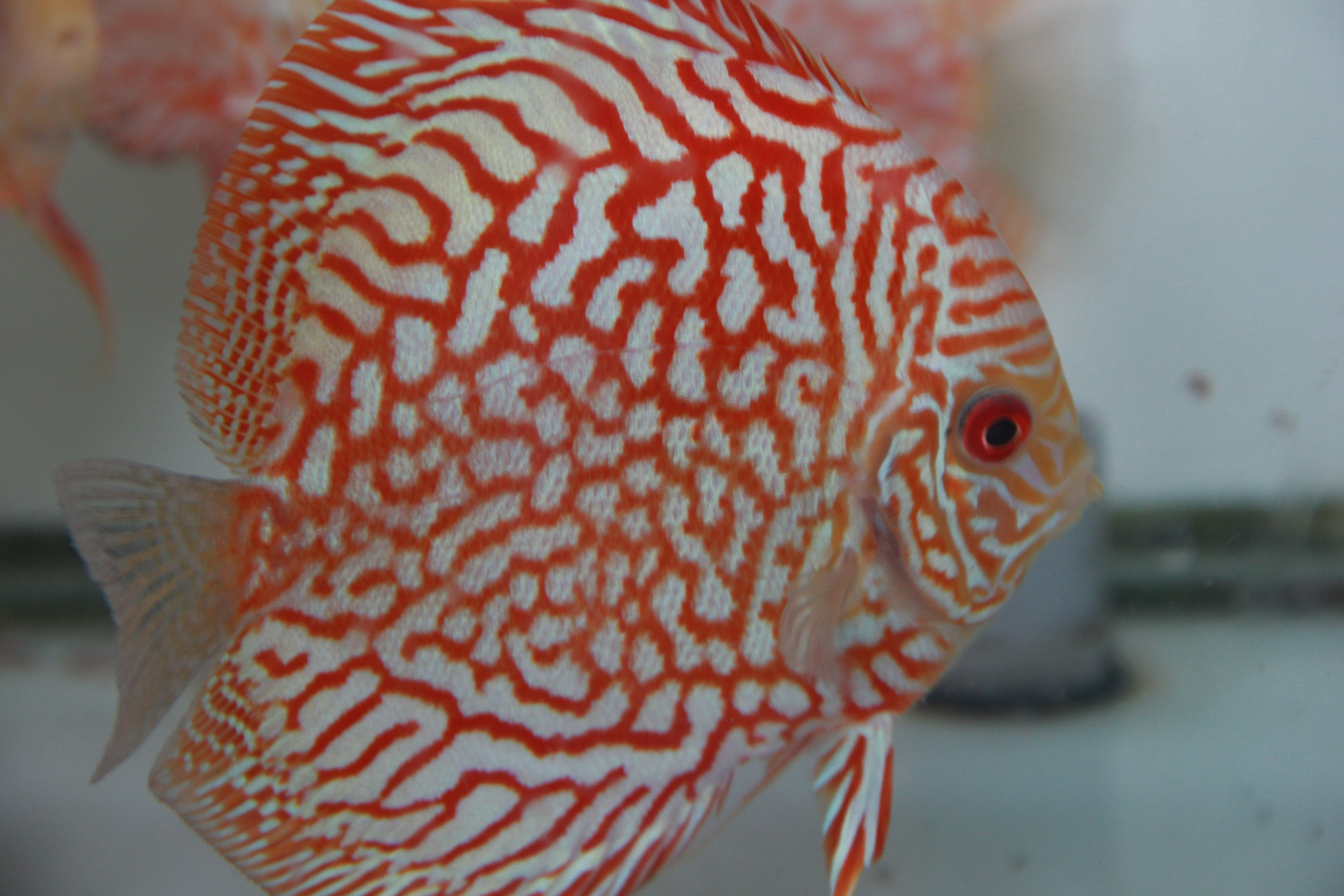
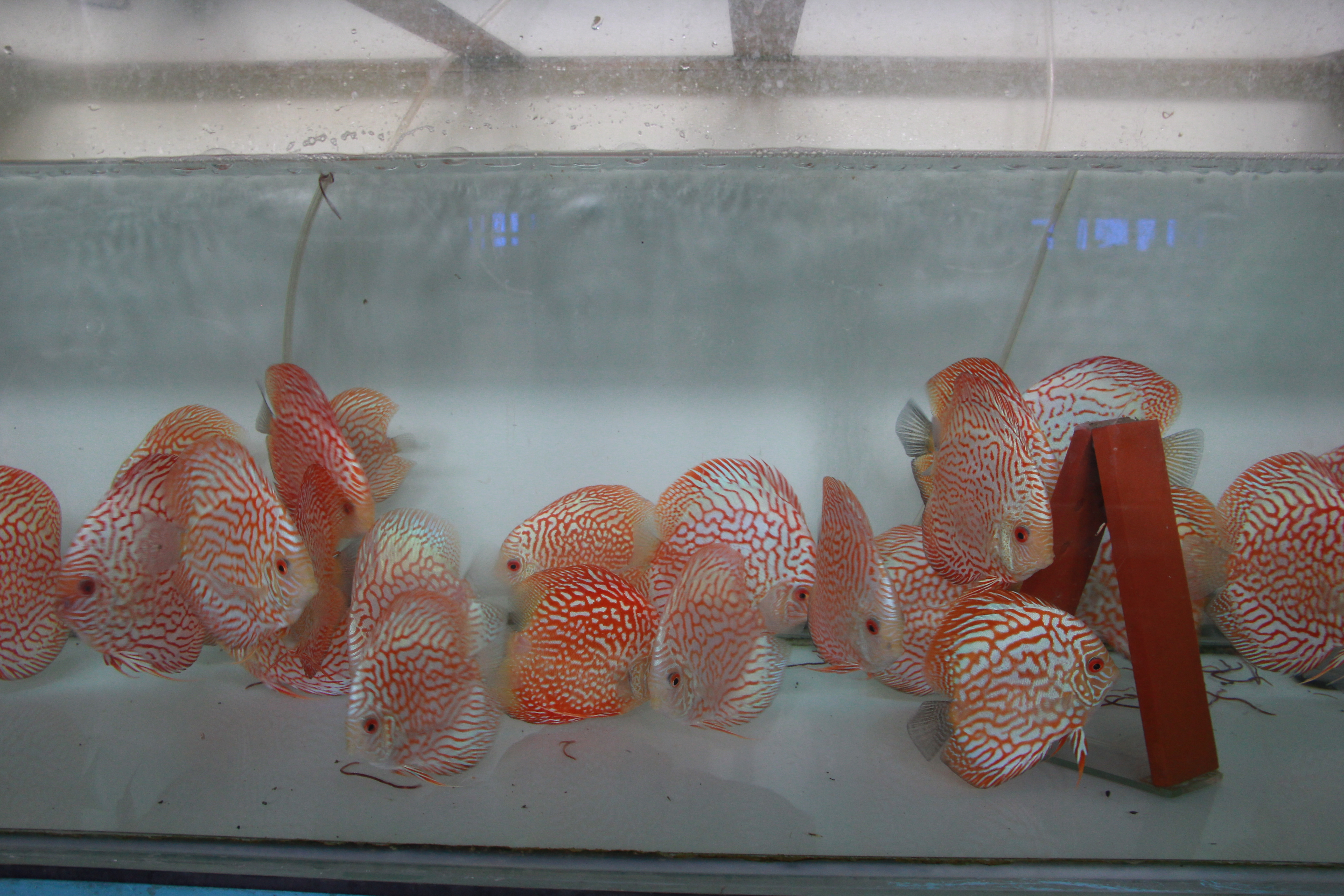
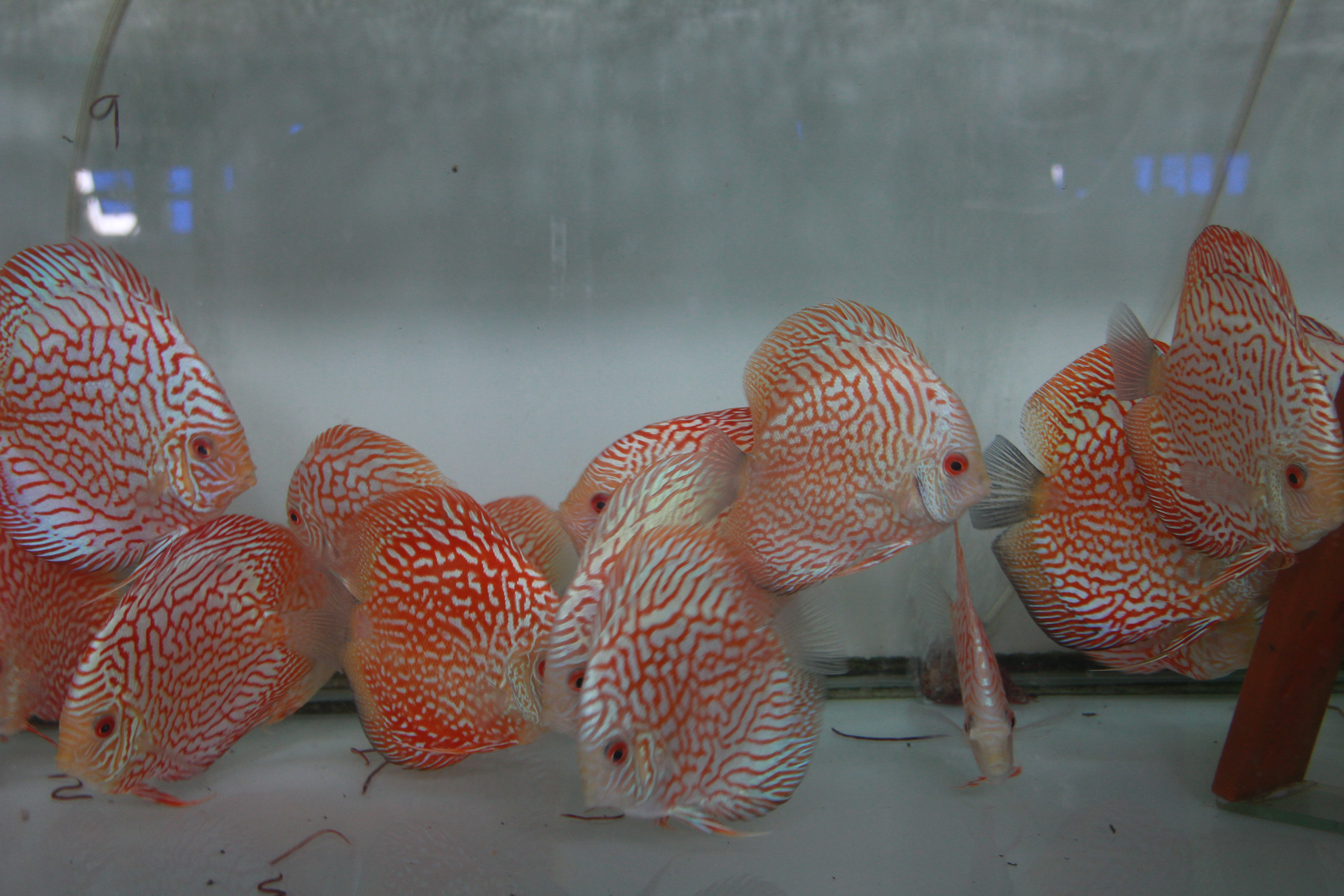
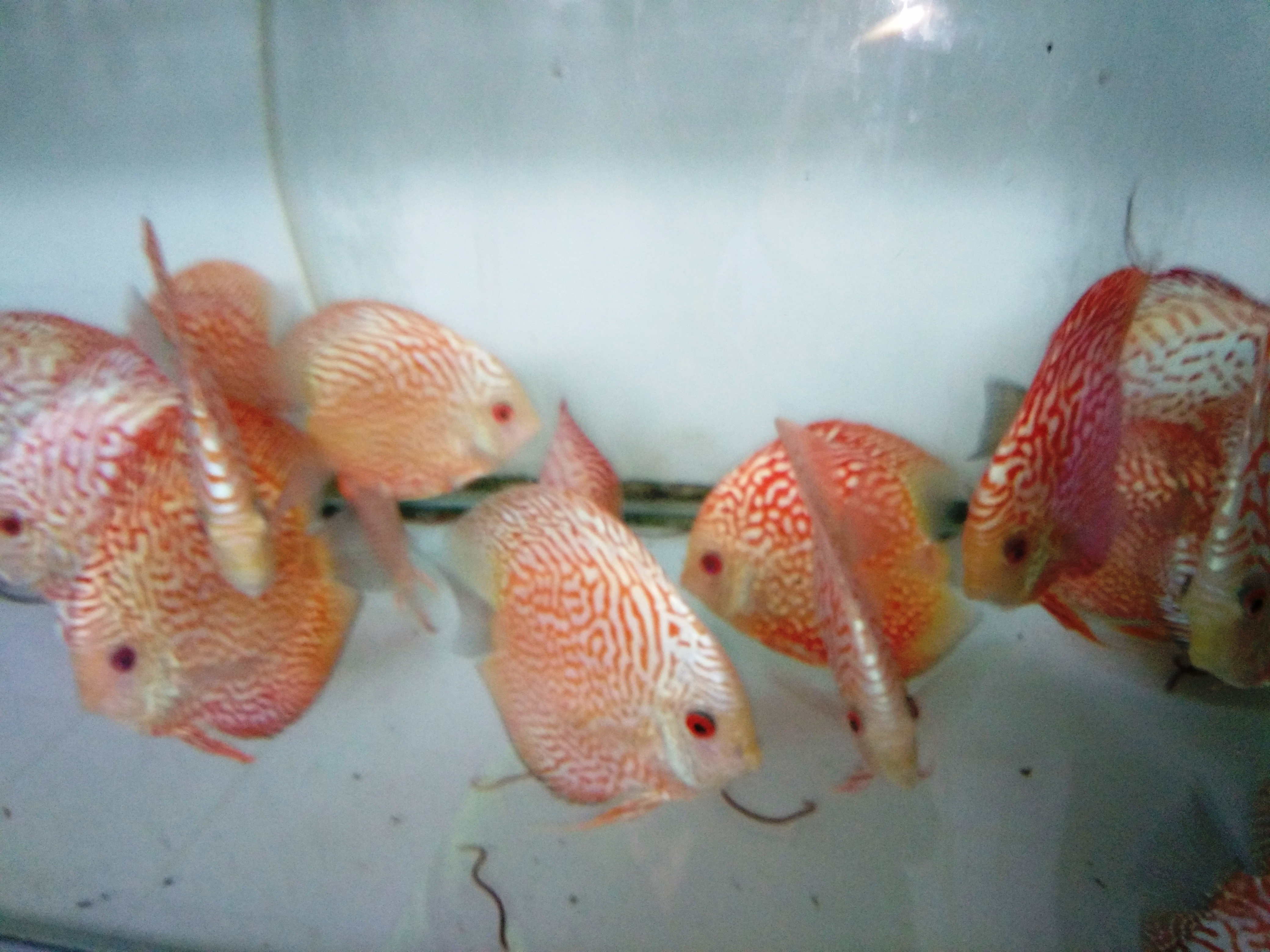
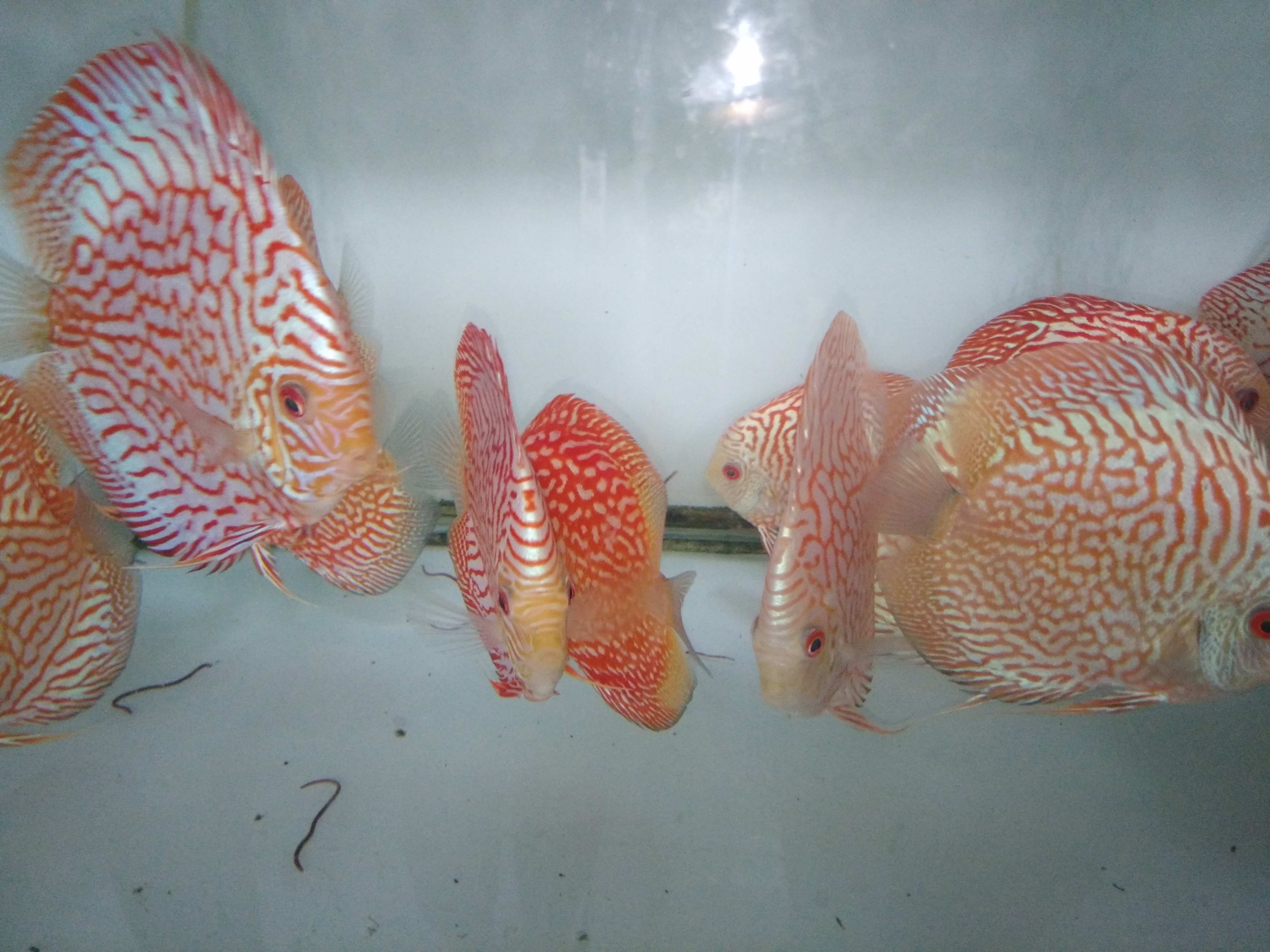
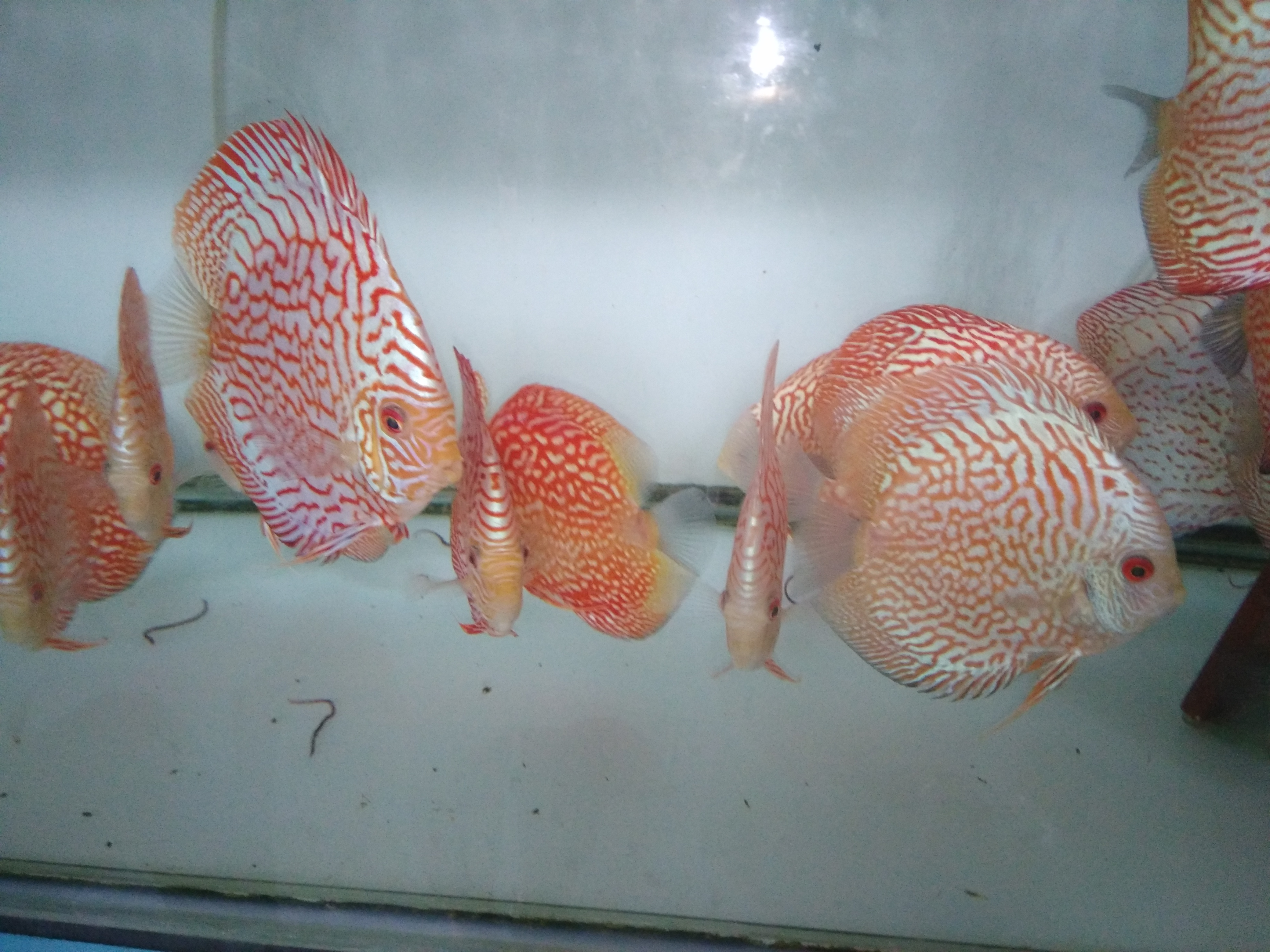
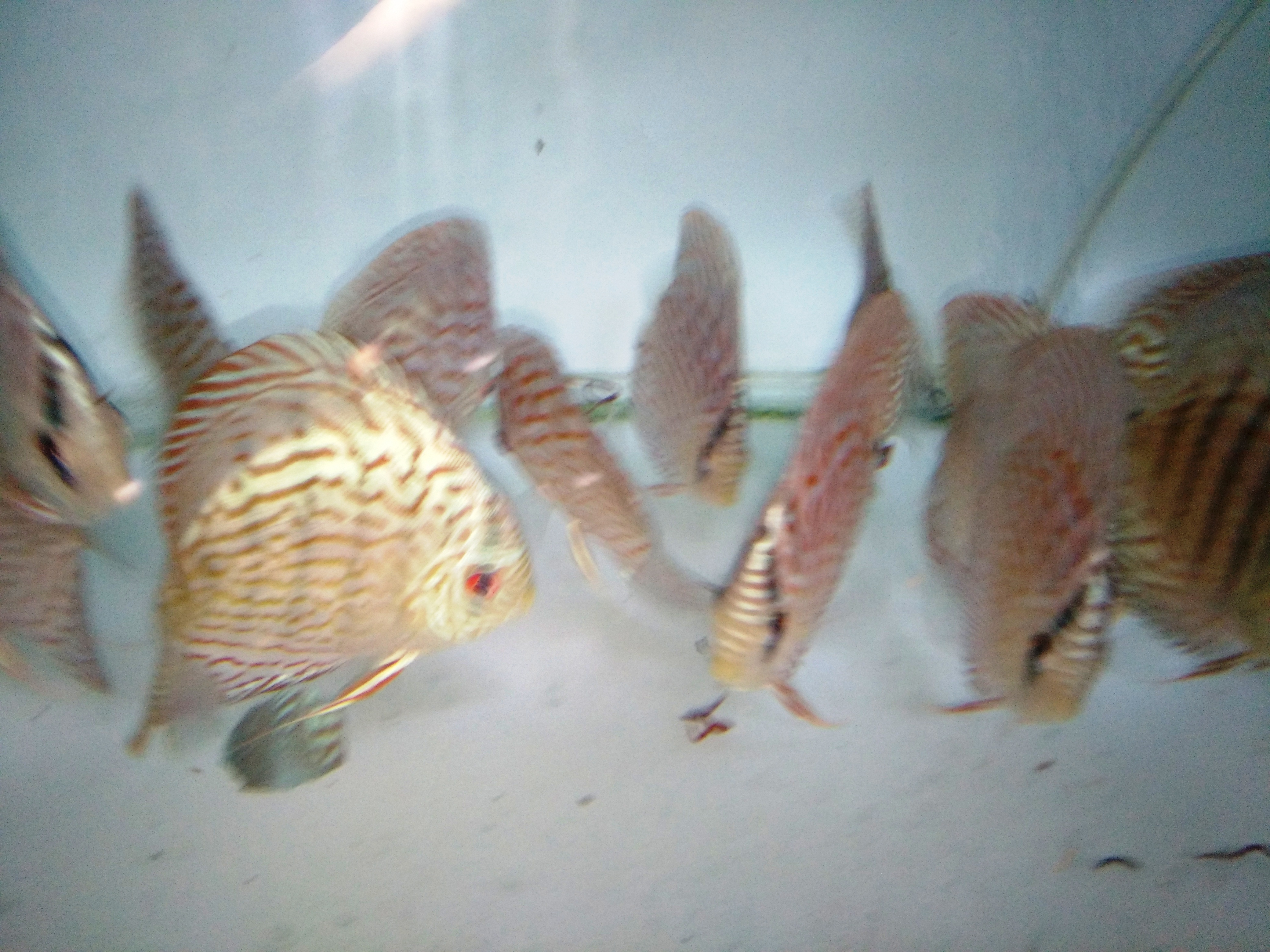
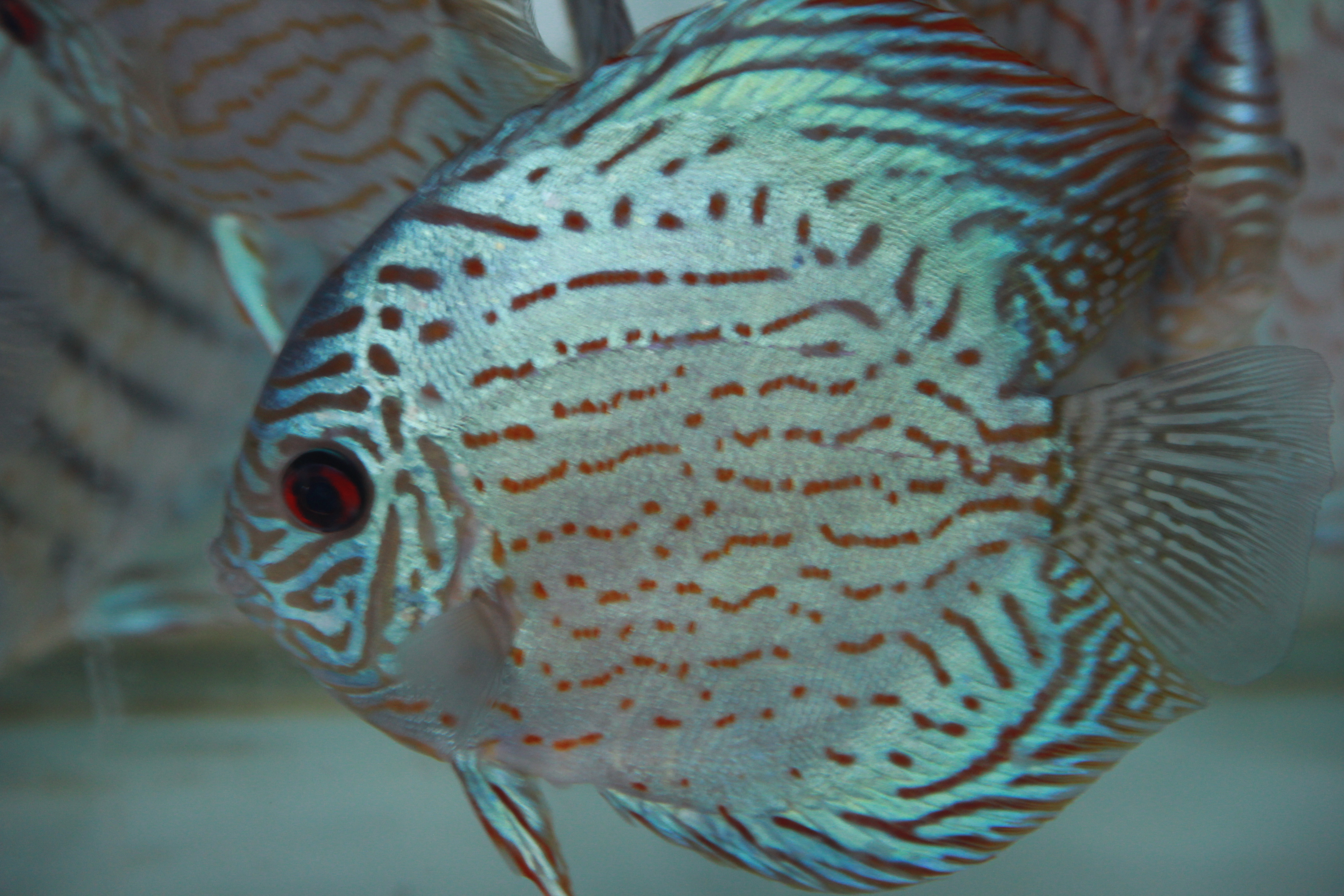
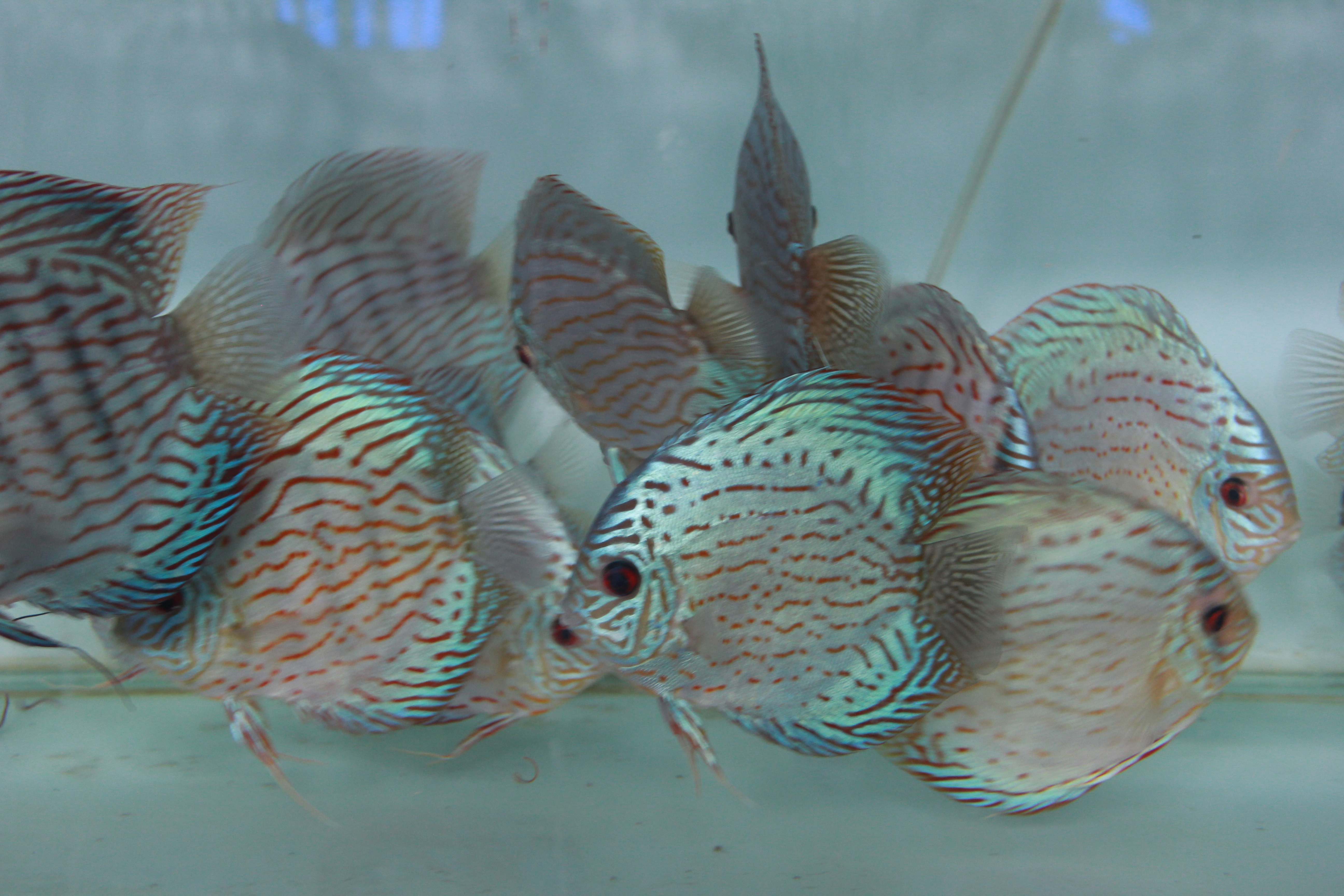
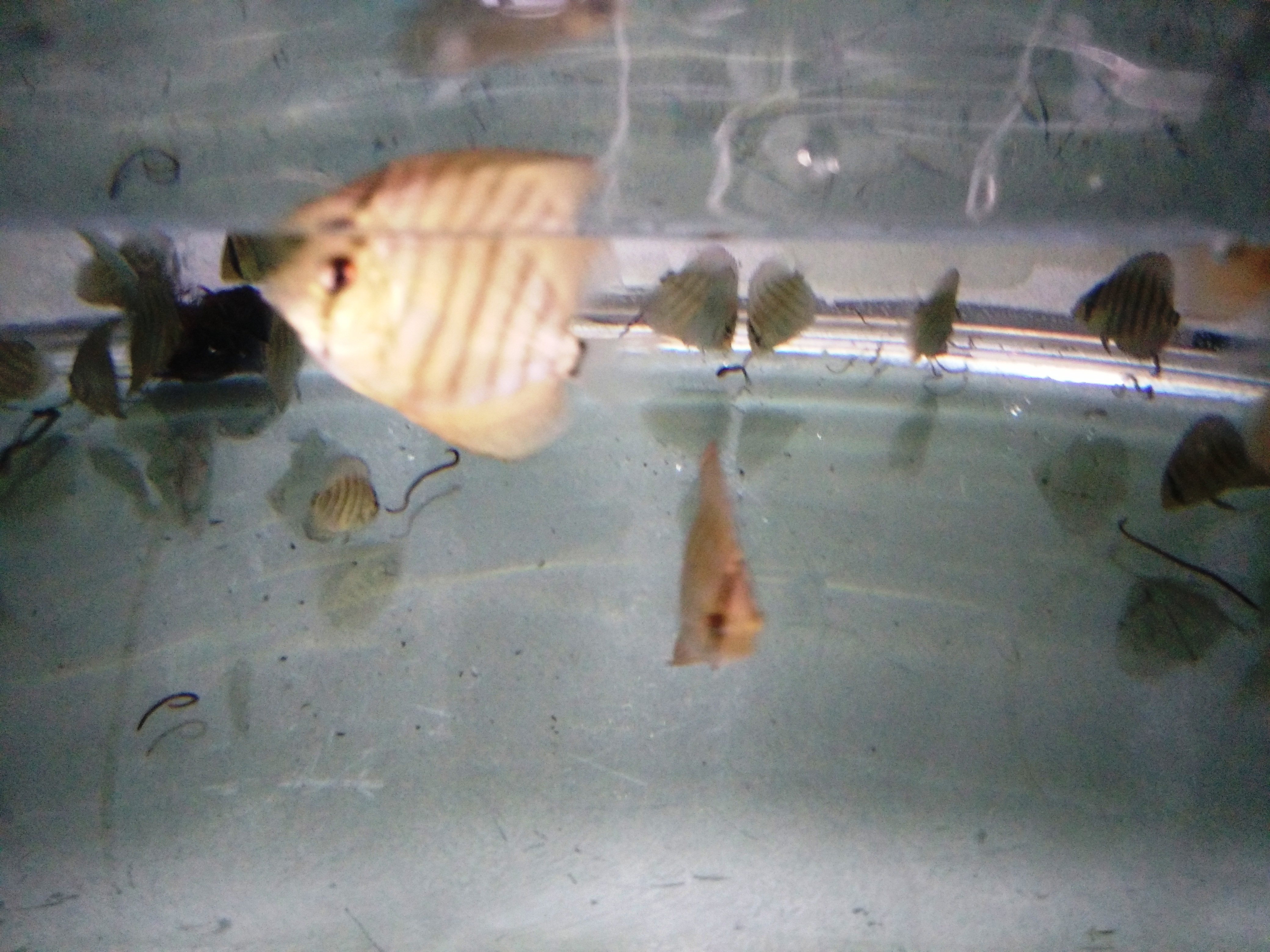
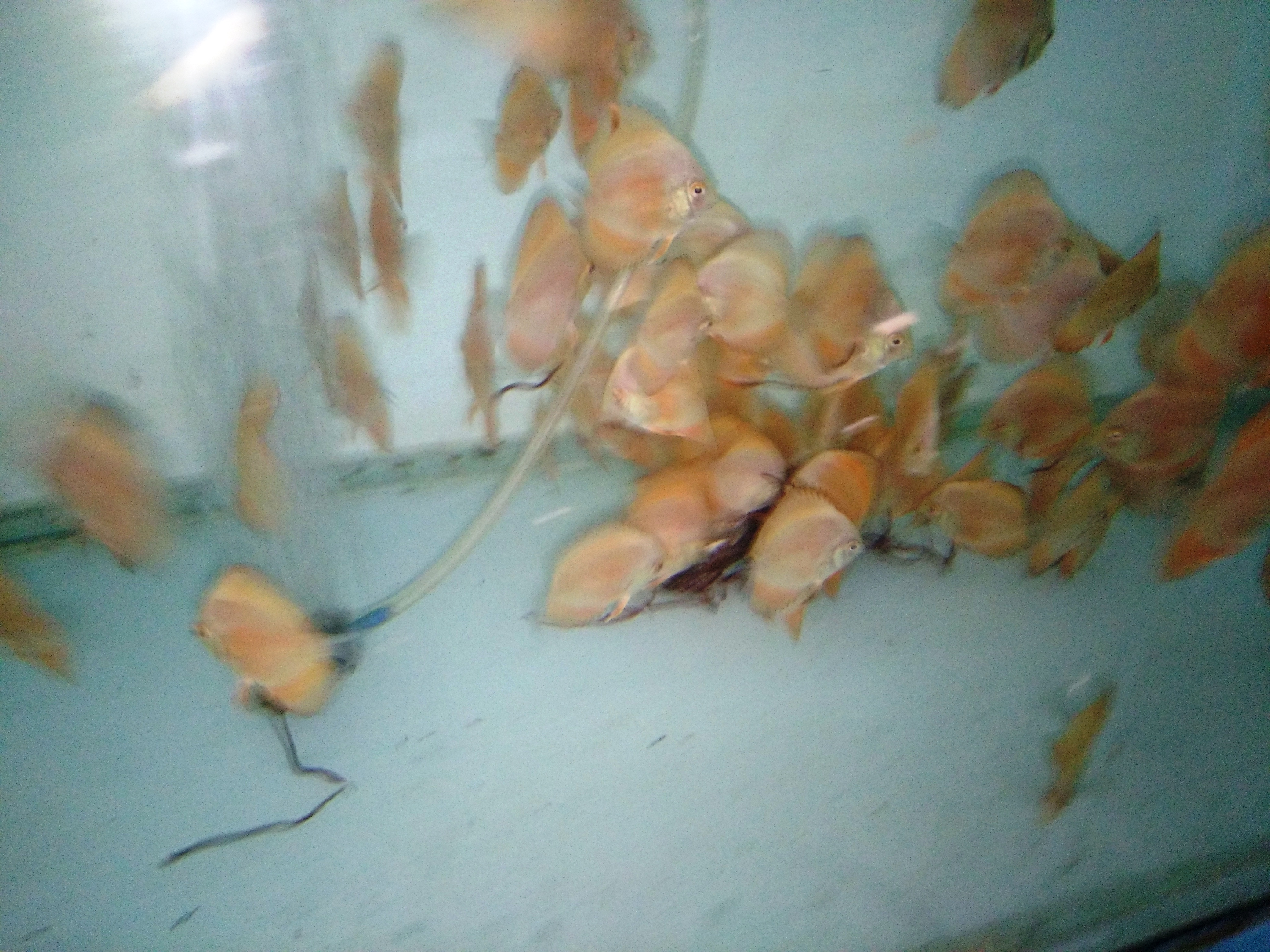
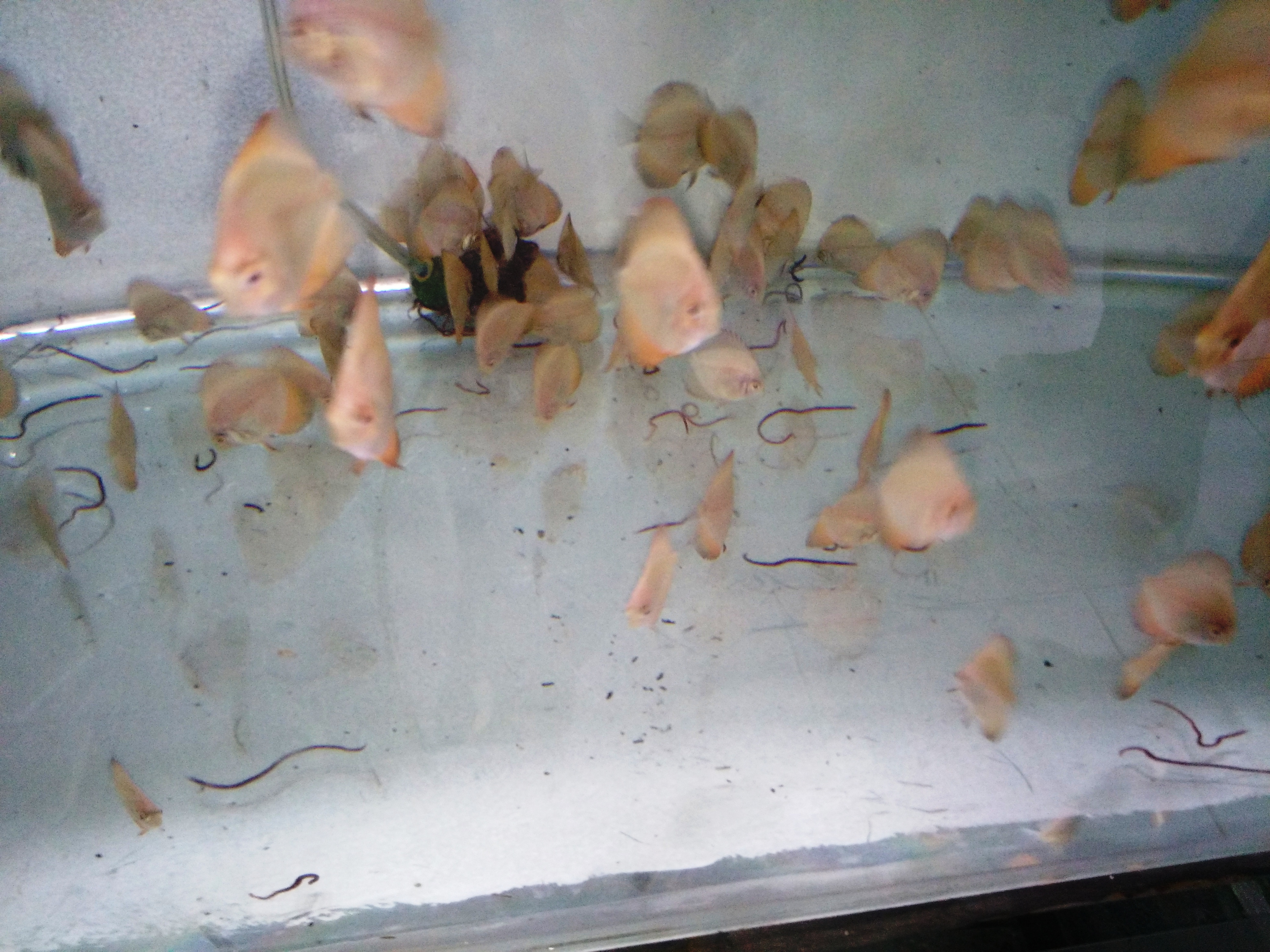
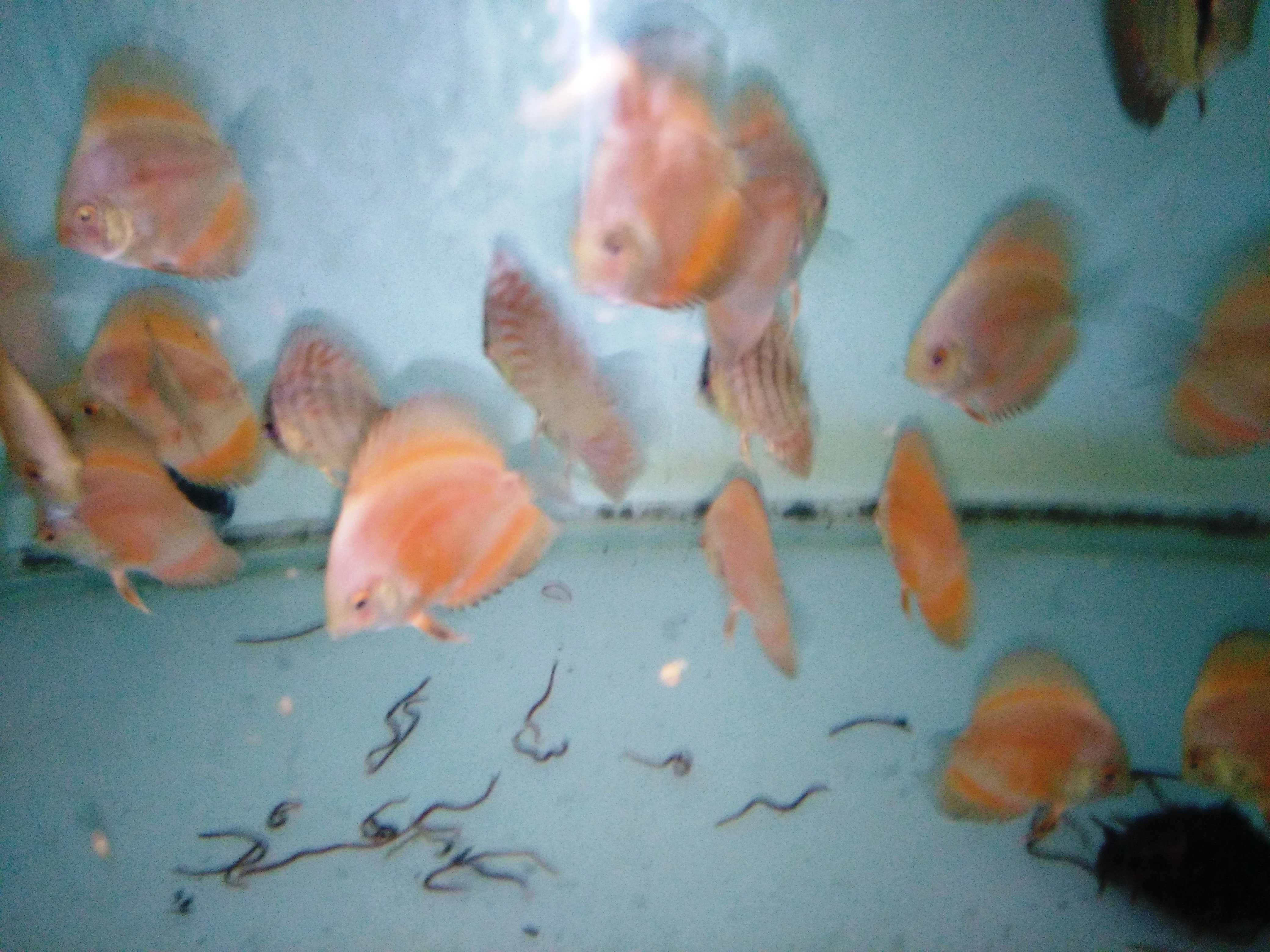
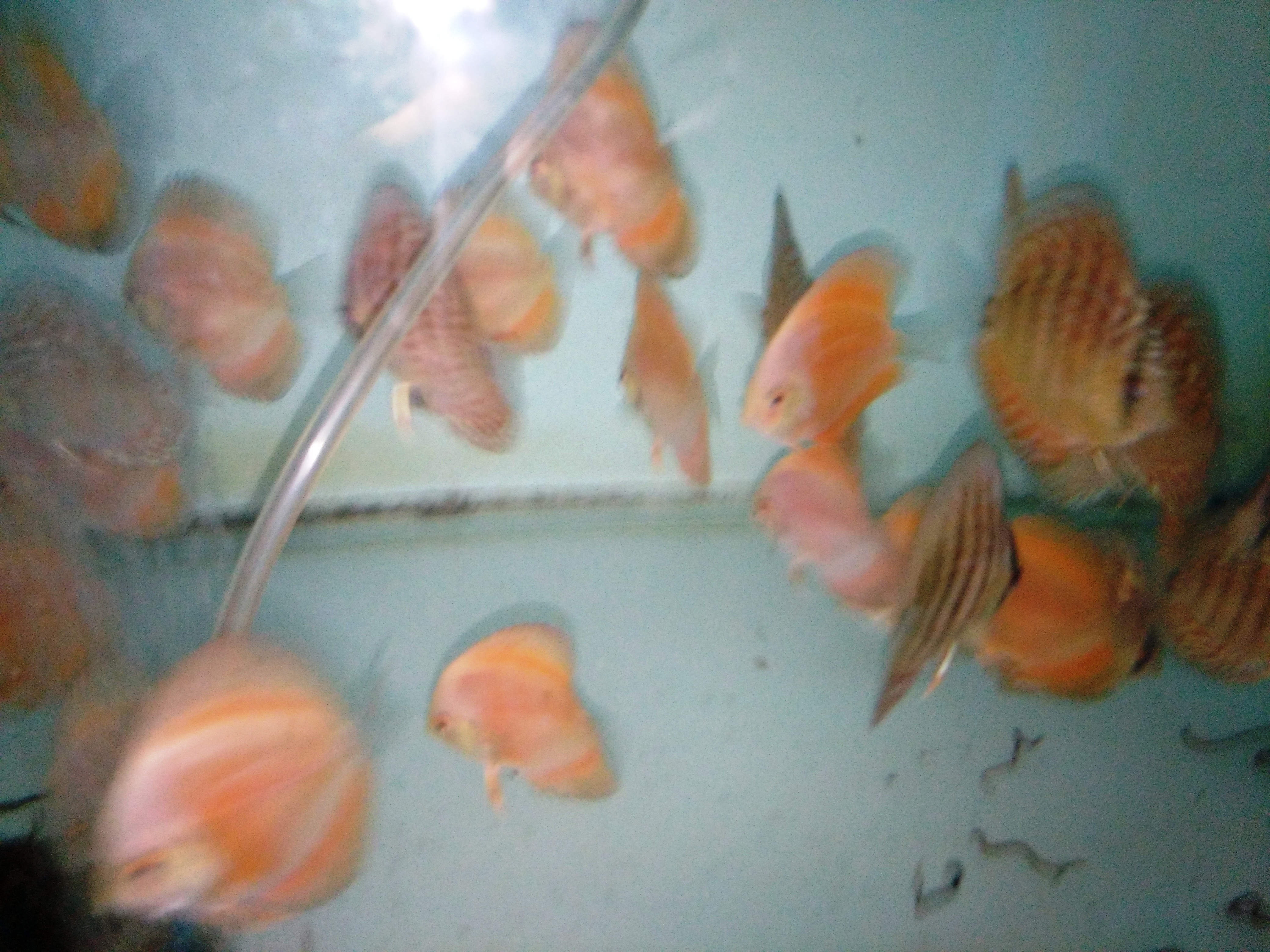
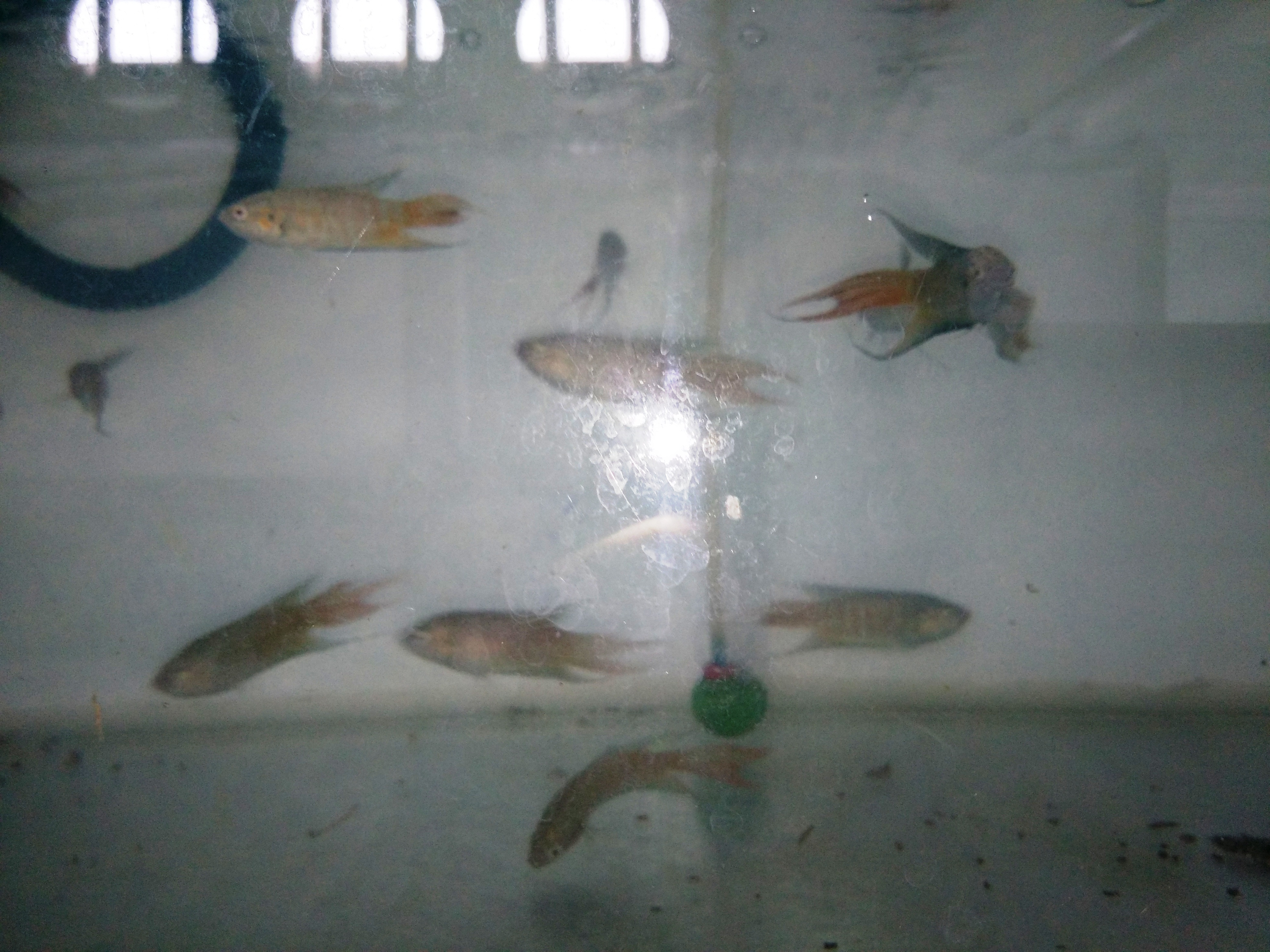
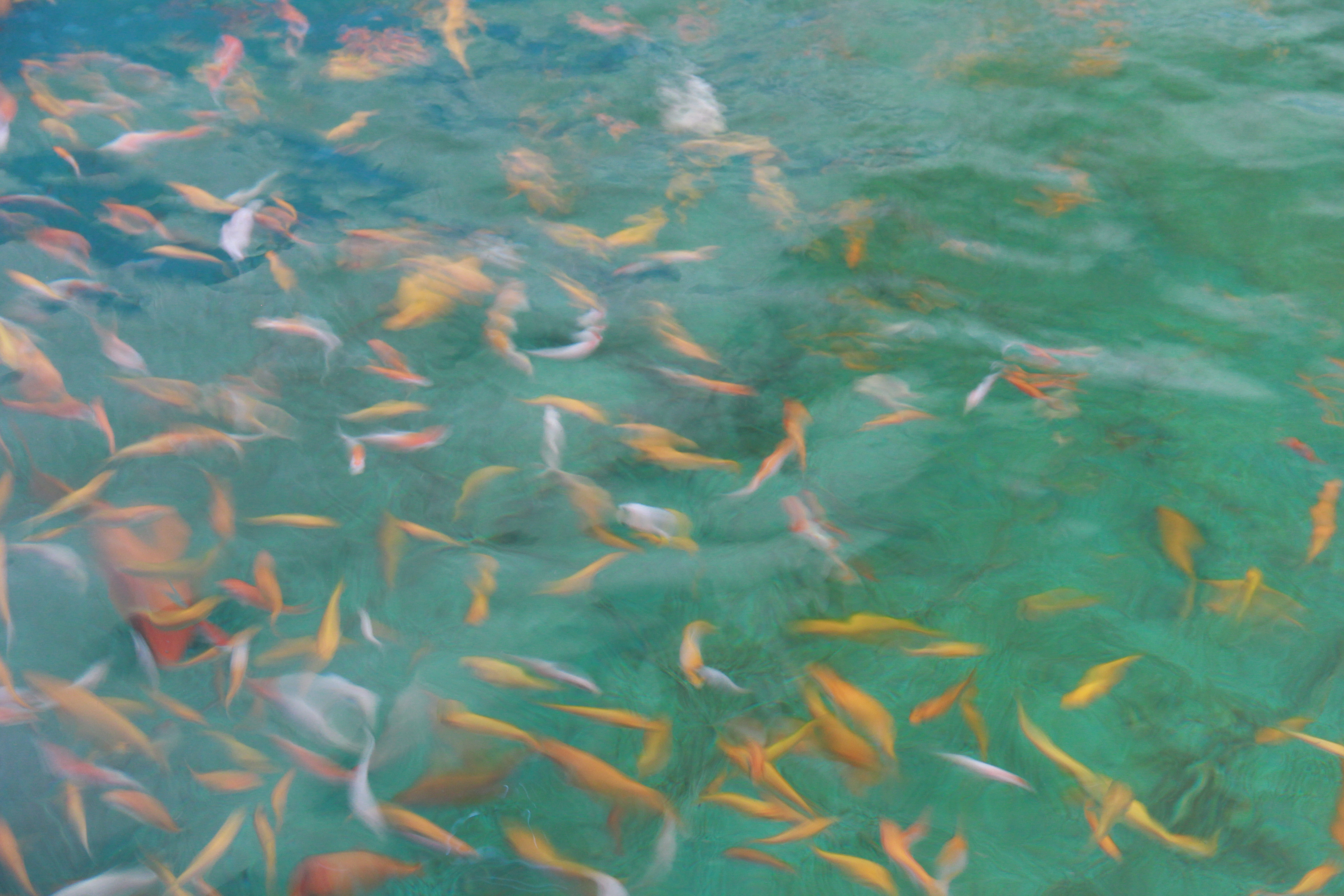
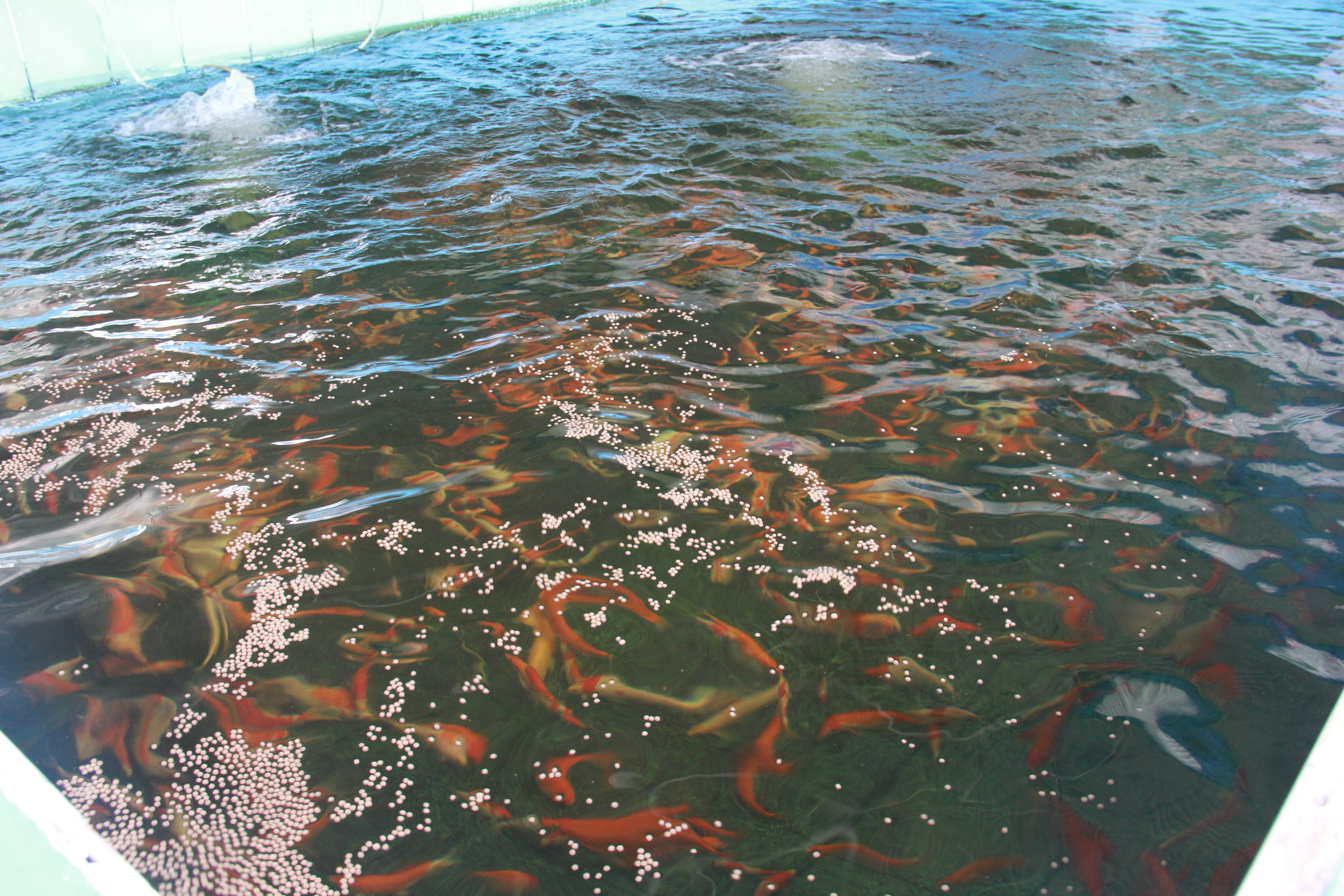